# Tillfälliga inre gränskontroller inom Schengenområdet

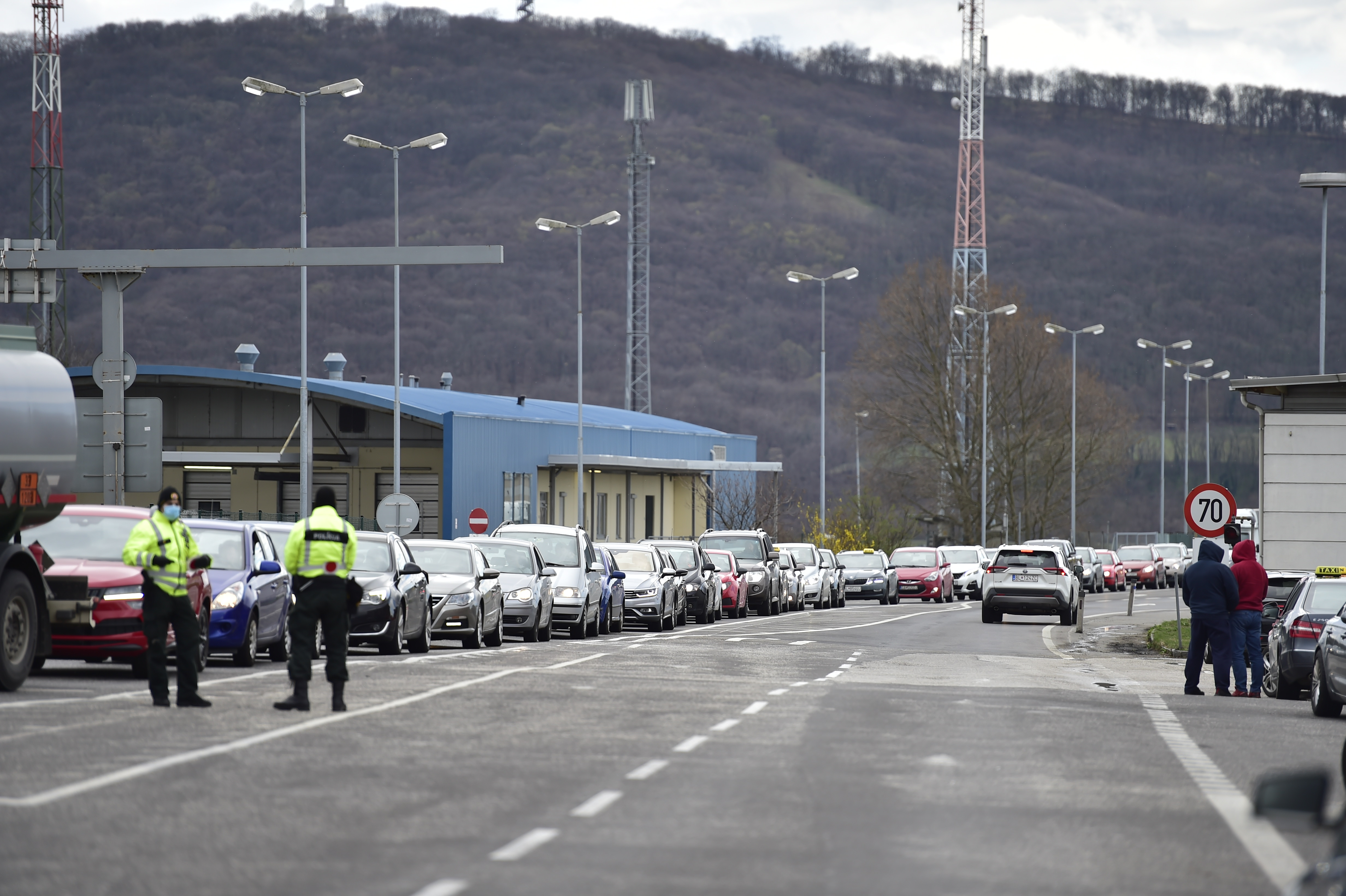
Tillfälliga inre gränskontroller mellan Slovakien och Österrike i mars 2020.

Tillfälliga inre gränskontroller inom Schengenområdet kan införas vid en inre gräns – en gräns mellan två Schengenländer – om det föreligger ett allvarligt hot mot den allmänna ordningen eller den inre säkerheten i en medlemsstat inom Schengenområdet. Möjligheten för Schengenländerna att tillfälligt återinföra gränskontroller vid en inre gräns regleras av Schengenkodexen. Enligt kodexen får inre gränskontroller endast införas som en sista utväg och de får kvarstå endast så länge som det är absolut nödvändigt för att bemöta det allvarliga hotet.
Fram till 2015 var de vanligaste orsakerna till inre gränskontroller olika typer av evenemang som krävde höjd säkerhet, till exempel politiska toppmöten och stora idrottsevenemang. Sedan dess har de flesta inre gränskontroller istället införts till följd av flyktingkrisen 2015 och covid-19-pandemin. I det senare fallet införde de flesta medlemsstater för första gången även omfattande reserestriktioner med hänsyn till folkhälsa, i enlighet med särskilda bestämmelser i Schengenregelverket och rörlighetsdirektivet.

## Historia

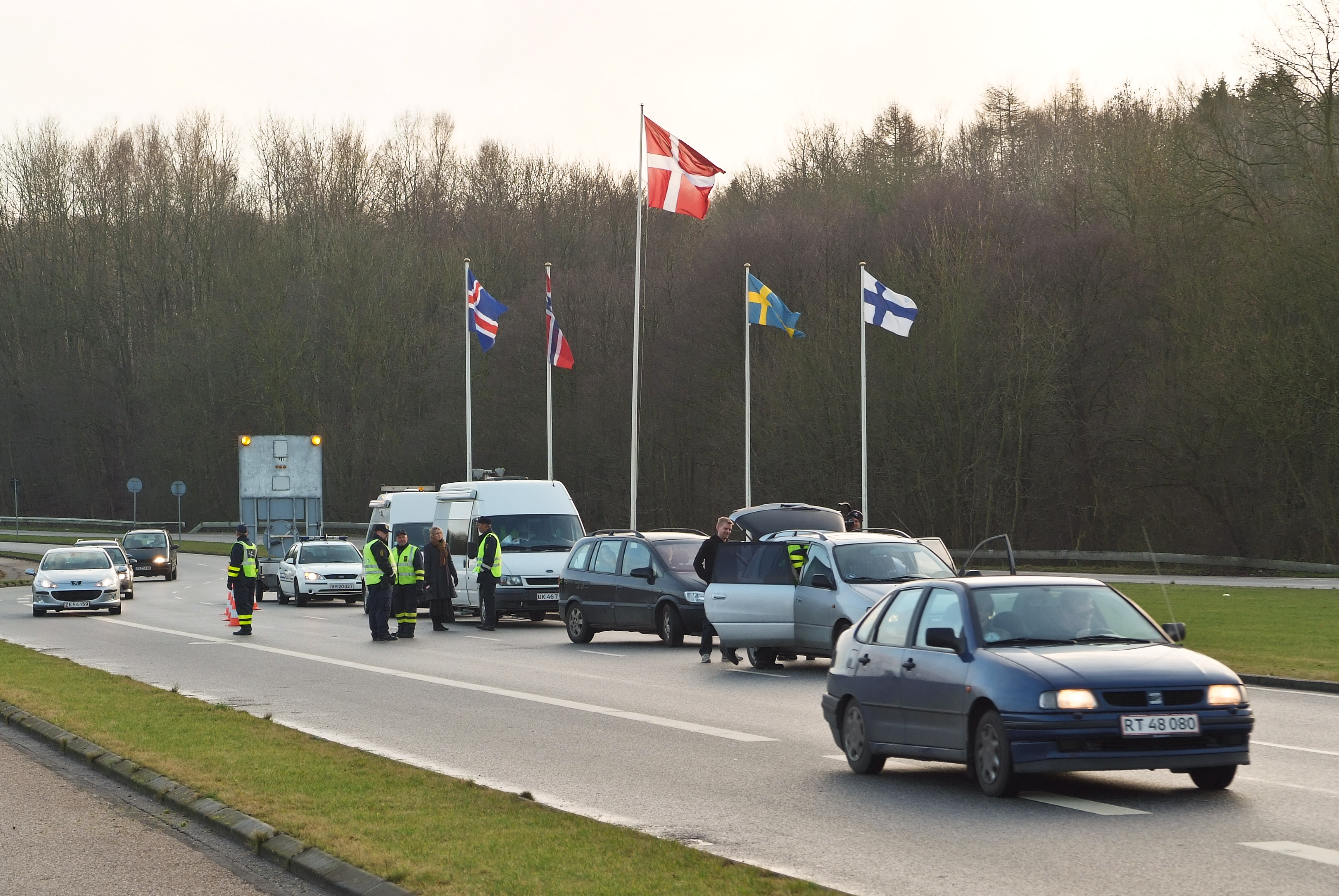
Stickprovskontroller vid gränsen mellan Danmark och Tyskland i december 2008.

Möjligheten att tillfälligt återinföra gränskontroller vid de inre gränserna inom Schengenområdet skapades redan genom Schengenkonventionen, som undertecknades den 19 juni 1990 och blev fullt tillämplig den 26 mars 1995. Medan konventionen föreskrev som huvudregel att alla gränskontroller vid de inre gränserna skulle avskaffas tillät den medlemsstaterna att i undantagsfall återinföra gränskontroller tillfälligt om den allmänna ordningen eller den nationella säkerheten krävde det.
Den 20 december 1995 antog Verkställande kommittén närmare bestämmelser om olika förfaranden för att införa inre gränskontroller: ett för planerat införande och ett annat för omedelbart införande. I inget av fallen fastställdes dock några tidsgränser eller specifika beskrivningar av de tillåtna grunderna för att medlemsstaterna skulle få använda sig av förfarandena, vilket i praktiken lämnade stort utrymme åt medlemsstaterna själva att tolka bestämmelserna.
Frankrike använde Schengenkonventionens bestämmelser under slutet av 1990-talet för att återinföra gränskontroller vid landgränserna mot Belgien och Luxemburg med hänvisning till Nederländernas liberala narkotikapolitik, som den franska regeringen ansåg äventyrade den inre säkerheten. Under 2001 enades Europeiska unionens råd om att politiska toppmöten, till exempel Europeiska rådets sammanträden, och terroristattacker skulle anses vara giltiga skäl för att införa inre gränskontroller, men medlemsstaterna gavs fortsatt möjlighet att själva definiera andra giltiga skäl.

### Antagandet av nya bestämmelser genom Schengenkodexen
Genom Schengenkodexen, som antogs av Europaparlamentet och Europeiska unionens råd den 15 mars 2006 och som trädde i kraft den 13 oktober 2006, ersattes de tidigare bestämmelserna om inre gränskontroller. De nya bestämmelserna var mer detaljerade än tidigare och satte för första gången upp vissa tidsramar för de inre gränskontrollernas tillåtna varaktighet. De lämnade dock fortfarande visst utrymme för medlemsstaterna själva att tolka de giltiga skälen för att få införa gränskontroller.
I april 2011 stoppade Frankrike ett tåg med nordafrikanska migranter som hade fått visum i Italien efter ankomst över Medelhavet. Detta ledde till en dispyt mellan Frankrike och Italien om tolkningen av Schengenregelverket, och krav på Europeiska kommissionen att föreslå ändringar av Schengenkodexen för att ge medlemsstaterna ökad möjlighet att införa inre gränskontroller. Mot bakgrund av detta presenterade kommissionen ett lagförslag om förbättrad förvaltning av Schengensamarbetet, dels genom införandet av en ny utvärderings- och övervakningsmekanism, dels genom nya bestämmelser om inre gränskontroller. I motsats till vad Frankrikes och Italiens regeringar hade förespråkat innebar det nya lagförslaget dock att regelverket om införande av inre gränskontroller stramades upp ytterligare. Lagförslaget trädde i kraft under 2013 efter att ha godkänts av Europaparlamentet och Europeiska unionens råd, och innefattade även ett tredje förfarande för införande av inre gränskontroller vid allvarliga brister vid de yttre gränserna. De nya bestämmelserna kodifierades i Schengenkodexen under 2016, utan några större innehållsmässiga ändringar.

### Flyktingkrisen
I samband med flyktingkrisen 2015 drabbades Schengenområdet av sin dittills största kris. Flyktingkrisen ledde till att ett antal medlemsstater återinförde gränskontroller vid sina inre gränser; Tyskland, Österrike och Slovenien i mitten av september 2015, Ungern i oktober 2015, Sverige och Norge i november 2015 och Danmark i januari 2016. Till följd av terrordåden i Paris i november 2015 införde även Frankrike inre gränskontroller. Medan Slovenien och Ungern avskaffade sina gränskontroller senare under 2015 behöll Danmark, Norge, Sverige, Tyskland och Österrike sina. I maj 2016 antog Europeiska unionens råd ett beslut om att tillåta dessa medlemsstater att förlänga sina inre gränskontroller i ytterligare ett halvår, vilket senare förlängdes i tre omgångar till totalt ett och ett halvt år i enlighet med Schengenkodexens förfarande vid allvarliga brister vid de yttre gränserna.
Under 2017 rekommenderade Europeiska kommissionen alla medlemsstater att stärka det gränsöverskridande polissamarbetet och poliskontrollerna vid framför allt stora transportleder, även vid gränsområdena, för att slutligen möjliggöra ett avskaffande av de inre gränskontrollerna. De berörda medlemsstaterna fortsatte dock med sina inre gränskontroller och kringgick Schengenkodexens tidsgränser genom att i formell mening förnya kontrollerna var sjätte månad som om de vore helt nya kontroller. I september 2017 föreslog kommissionen ett nytt förfarande för att tillåta medlemsstaterna att vid terrorhot införa inre gränskontroller under en längre period, ett förslag som dock blockerades av Europaparlamentet, som istället ville begränsa möjligheten för medlemsstaterna att införa och förlänga inre gränskontroller.

### Covid-19-pandemin

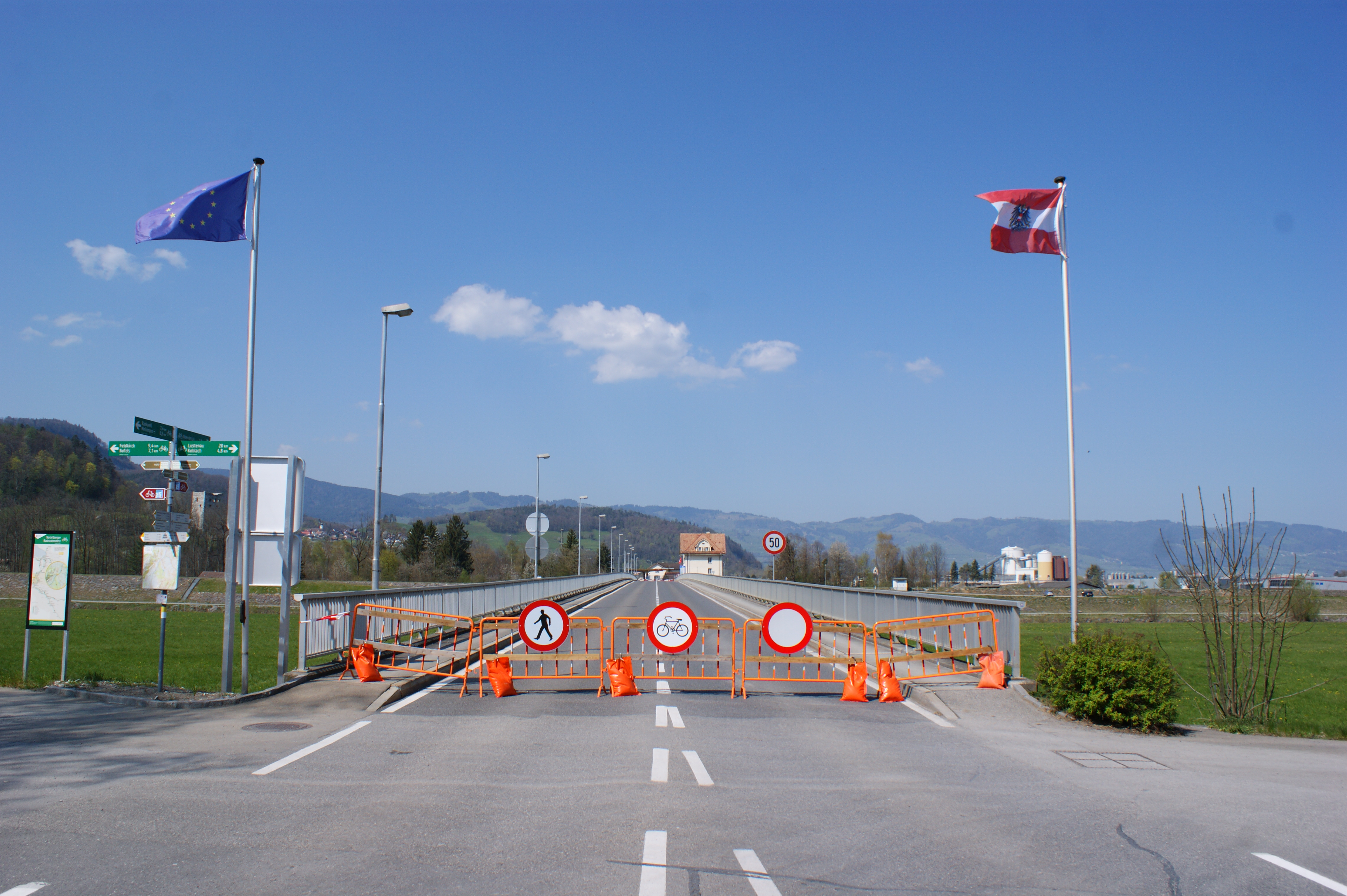
Avstängd väg mellan Österrike och Schweiz under covid-19-pandemin.

I mars 2020 drabbades Schengenområdet av sin nästa stora kris, denna gång till följd av covid-19-pandemin. Detta ledde till att nästan alla medlemsstater tillfälligt återinförde gränskontroller vid sina inre gränser, i vissa fall även med olika typer av reserestriktioner. I juli 2020 hade de flesta medlemsstater upphävt de inre gränskontrollerna och återgått till öppna gränser inom Schengenområdet, dock i många fall fortfarande med särskilda krav på karantän och testning vid gränsöverskridande resor. Under början av 2021 införde flera medlemsstater inre gränskontroller på nytt till följd av ökad smittspridning, men i mitten av 2021 hade de flesta av dessa åter tagits bort. I slutet av 2022 hade samtliga medlemsstater avskaffat sina reserestriktioner och Europeiska unionens råd upphävde formellt alla rekommenderade reserestriktionerna på europeisk nivå den 13 december 2022.
I december 2021 föreslog kommissionen en ändring av Schengenkodexen i syfte att förstärka samordningen inom Schengenområdet vid större hot mot folkhälsan och att göra regelverket för tillfälligt införande av inre gränskontroller mer flexibelt för medlemsstaterna. Förslaget antogs av Europaparlamentet och Europeiska unionens råd den 13 juni 2024 och trädde i kraft den 10 juli 2024.

## Förfaranden vid tillfälligt återinförande av gränskontroller vid de inre gränserna

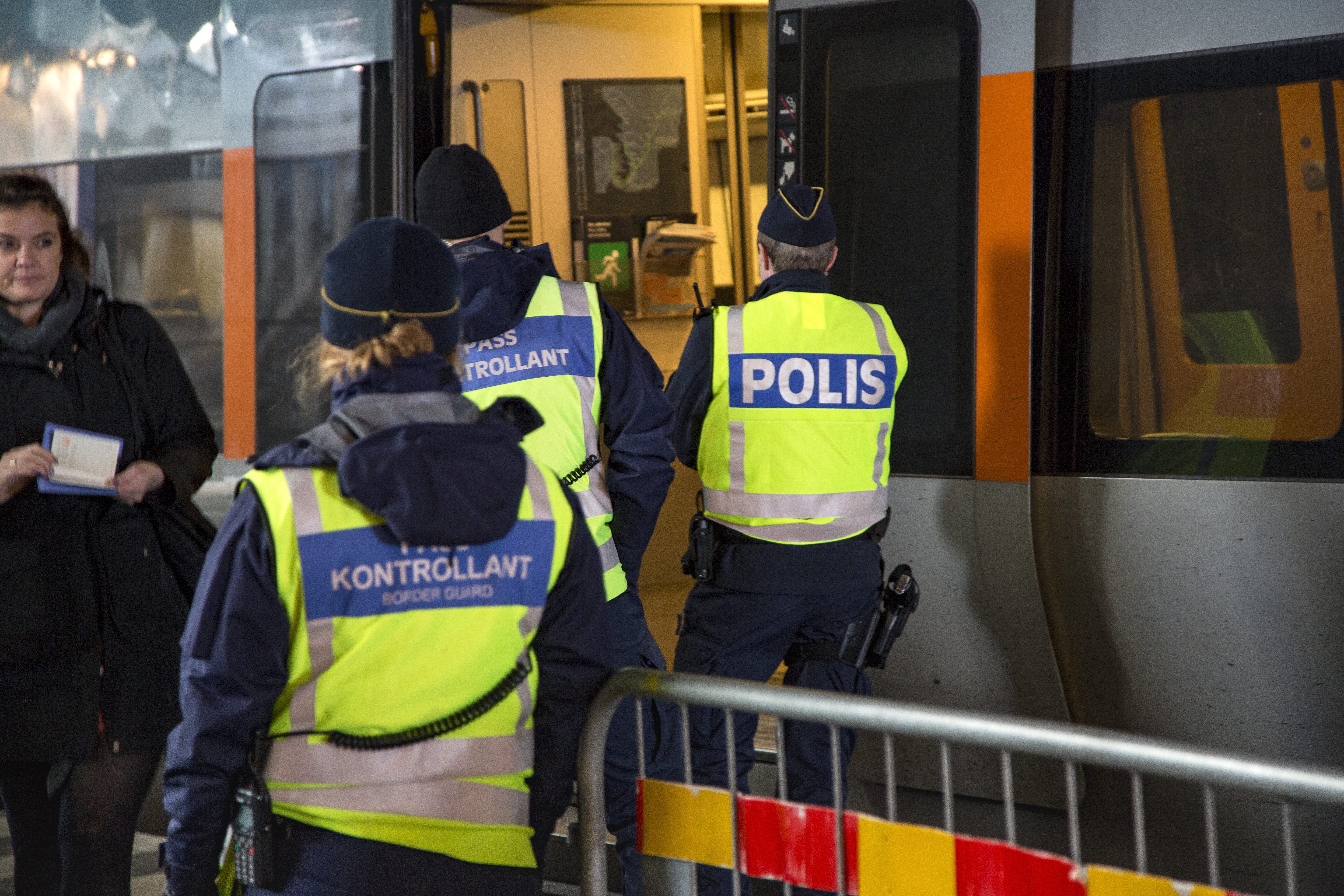
Inre gränskontroll vid Hyllie station i Malmö under 2017.

Enligt Schengenkodexen kan en medlemsstat inom Schengenområdet tillfälligt återinföra gränskontroller vid alla eller delar av sina inre gränser om det föreligger ett allvarligt hot mot den allmänna ordningen eller den inre säkerheten. Det får dock endast ske som en sista utväg och gränskontrollerna får kvarstå endast så länge som det är absolut nödvändigt för att bemöta det allvarliga hotet.
Inre gränskontroller kan särskilt införas vid följande situationer:
- Terroristhandlingar eller terroristhot, samt hot från grov organiserad brottslighet
- Större hot mot folkhälsan
- Storskaliga otillåtna förflyttningar av tredjelandsmedborgare
- Storskaliga eller uppmärksammade internationella evenemang, såsom stora idrottsevenemang

Vid införande av inre gränskontroller får tillämpliga delar av Schengenkodexens bestämmelser för de yttre gränserna tillämpas vid de berörda inre gränserna, dock är inte de inre gränserna att betrakta som yttre gränser.
Beroende på omständigheterna kan medlemsstaterna använda sig av fyra olika förfaranden för att införa inre gränskontroller. Varje förfarande är förenat med särskilda kriterier för införande och förlängning av de inre gränskontrollerna samt tidsgränser för deras varaktighet. I vissa fall måste medlemsstaterna först bemyndigas av Europeiska unionens råd, på förslag av Europeiska kommissionen. Det är dock alltid i slutändan upp till varje berörd medlemsstat att själv fatta beslut om att införa inre gränskontroller mot bakgrund av rådets bemyndiganden.
Kommissionen ansvarar tillsammans med medlemsstaterna för att hålla allmänheten informerad om införandet av inre gränskontroller.

### Tidsgränser för varaktigheten av inre gränskontroller
Vid oförutsebara situationer som kräver ett omedelbart införande av inre gränskontroller, till exempel vid en terroristattack, kan en medlemsstat införa inre gränskontroller för en period på upp till en månad. Om det allvarliga hotet kvarstår efter denna period kan de inre gränskontrollerna förlängas i upp till totalt tre månader.
Vid situationer då ett allvarligt hot kan förutses, till exempel vid politiska toppmöten och stora idrottsevenemang, kan en medlemsstat införa inre gränskontroller för en period på upp till sex månader. Om det allvarliga hotet kvarstår efter denna period kan de inre gränskontrollerna förlängas i perioder på upp till sex månader i taget i upp till totalt två år. Vid allvarliga, exceptionella situationer kan en medlemsstat, under vissa omständigheter, fortsätta att förlänga gränskontrollerna i ytterligare upp till ett år, alltså totalt tre år.
Vid större hot mot folkhälsan som påverkar flera medlemsstater, till exempel en pandemi, kan medlemsstaterna införa inre gränskontroller efter bemyndigande av rådet, på förslag av kommissionen, för en period på upp till sex månader. Om det större hotet mot folkhälsan kvarstår efter denna period kan rådet förlänga bemyndigandet i perioder på upp till sex månader i taget. Kommissionen måste regelbundet utvärdera utvecklingen av hotet och föreslå att gränskontrollerna upphävs så snart det är möjligt. Detta förfarande infördes 2024 mot bakgrund av covid-19-pandemin, men har hittills aldrig använts.
Vid ihållande allvarliga brister i kontrollen av de yttre gränserna som hotar det övergripande funktionssättet för Schengenområdet kan medlemsstaterna införa inre gränskontroller efter bemyndigande av rådet, på förslag av kommissionen. Om de ihållande allvarliga bristerna kvarstår efter denna period kan rådet förlänga bemyndigandet i perioder på upp till sex månader i taget i upp till totalt två år. Detta förfarande infördes 2013 och har hittills endast använts vid ett tillfälle, i samband med flyktingkrisen 2015, då Danmark, Norge, Sverige, Tyskland och Österrike rekommenderades av rådet att införa gränskontroller i totalt ett och ett halvt år till följd av brister i kontrollen av de yttre gränserna i Grekland.
|  | Förfarande                                                                          | Startperiod | Förnyelseperiod | Total period |
|  | ----------------------------------------------------------------------------------- | ----------- | --------------- | ------------ |
|  | Införande av inre gränskontroller av en medlemsstat vid oförutsebart allvarligt hot | 1 månad     | 2 månader       | 3 månader    |
|  | Införande av inre gränskontroller av en medlemsstat vid förutsebart allvarligt hot  | 6 månader   | 6 månader       | 3 år         |
|  | Införande av inre gränskontroller vid större hot mot folkhälsan                     | 6 månader   | 6 månader       | –            |
|  | Införande av inre gränskontroller vid allvarliga brister vid de yttre gränserna     | 6 månader   | 6 månader       | 2 år         |

#### Kringgående av tidsgränserna
Trots de fastställda tidsgränserna i Schengenkodexen har sex Schengenländer – Danmark, Frankrike, Norge, Sverige, Tyskland och Österrike – haft inre gränskontroller ända sedan 2015–2016. Dessa gränskontroller infördes ursprungligen till följd av flyktingkrisen 2015 och terrordåden i Paris i november 2015. De har sedan dess förnyats var sjätte månad som om de vore helt nya kontroller. Detta förfarande har bland annat kritiserats av Europaparlamentet för att bryta mot Schengenkodexens bestämmelser.
I oktober 2020 begärde en österrikisk domstol ett förhandsavgörande av EU-domstolen för att få prövat om det är förenligt med Schengenkodexen att en medlemsstat upprepade gånger förlänger sina inre gränskontroller så att den totala varaktigheten överskrider de uttryckligen tillåtna tidsgränserna. Den 26 april 2022 konstaterade EU-domstolen att en återupprepad förlängning av inre gränskontroller, så att de överskrider de uttryckligen tillåtna tidsgränserna, är oförenligt med Schengenkodexen, såvida det inte handlar om ett helt nytt hot som uppstår i anslutning till det ursprungliga hotet.
Trots detta förlängde de berörda medlemsstaterna sina gränskontroller i maj 2022 för ytterligare en sexmånadersperiod, och har fortsatt att göra det därefter. Detta har kritiserades av bland annat Sloveniens regering som anser att de österrikiska gränskontrollerna mot Slovenien är omotiverade. I mitten av maj 2022 lämnade regeringarna i Danmark och Österrike över kompletterande meddelanden till Europeiska unionens råd och Europeiska kommissionen där de lade till nya skäl för sina gränskontroller i syfte att få gränskontrollerna förenliga med EU-domstolens dom. I oktober 2022 beslutade Danmark, Frankrike, Norge, Sverige, Tyskland och Österrike att fortsätta förlänga sina inre gränskontroller, men med kompletterande motiveringar i syfte att följa EU-domstolens dom.
I sin årliga rapport om Schengenläget uppmanade Europeiska kommissionen i maj 2023 medlemsstaterna som hade haft långvariga inre gränskontroller att upphöra med dessa och istället övergå till förstärkta poliskontroller i gränsnära områden som verktyg för att bekämpa internationell brottslighet. Kommissionen klargjorde även att den kan komma att vidta rättsliga åtgärder mot medlemsstater som inte följer Schengenkodexens bestämmelser, inklusive talan om fördragsbrott vid EU-domstolen. Samtidigt hotade Sloveniens president Nataša Pirc Musar med motåtgärder mot Österrike för de inre gränskontrollerna mot Slovenien. I augusti 2023 inledde kommissionen en granskning av de inre gränskontrollerna som pågått sedan 2015 och 2016. I november 2023 presenterade kommissionen en rapport om dessa inre gränskontroller, dock utan att gå vidare med något överträdelseförfarande.

### Kriterier för införande och förlängning
Inre gränskontroller får endast införas som en sista utväg och de får kvarstå endast så länge som det är absolut nödvändigt för att bemöta det allvarliga hotet. Inre gränskontroller får införas av en medlemsstat endast om åtgärden bedöms vara nödvändig och proportionell. För att fastställa detta måste medlemsstaten bedöma i vilken utsträckning de inre gränskontrollerna faktiskt bidrar till att avhjälpa det allvarliga hotet. Medlemsstaten måste särskilt bedöma huruvida hotet istället kan avhjälpas genom andra åtgärder, såsom poliskontroller i inre gränsområden eller tillfälliga reserestriktioner för tredjelandsmedborgare vid de yttre gränserna. Vidare måste medlemsstaten ta hänsyn till den sannolika effekten som införandet av inre gränskontroller kan få på den fria rörligheten för personer och gränsregioners funktion. Motsvarande kriterier måste även uppfyllas för att rådet ska få bemyndiga en eller flera medlemsstater att införa gränskontroller vid större hot mot folkhälsan eller allvarliga brister vid de yttre gränserna.
Vid förlängning av inre gränskontroller som redan varit i kraft i sex månader måste den berörda medlemsstaten även genomföra en riskbedömning, inklusive en ny bedömning av ovannämnda kriterier som måste uppfyllas vid införande av inre gränskontroller. En särskild riskbedömning måste genomföras vid inre gränskontroller som grundar sig på storskaliga otillåtna förflyttningar av tredjelandsmedborgare.

### Meddelande om inre gränskontroller
En medlemsstat som inför eller förlänger inre gränskontroll måste meddela Europaparlamentet, Europeiska unionens råd, Europeiska kommissionen och övriga medlemsstater minst fyra veckor innan eller, vid oförutsebara situationer eller förutsebara situationer som uppkommer med mindre än fyra veckors framförhållning, så snart som möjligt. Detta ska ske enligt en särskild mall som kommissionen har tagit fram.
I sitt meddelande måste den berörda medlemsstaten ange
- skälen för införande eller förlängning av inre gränskontroller,
- omfattningen av de inre gränskontrollerna, särskilt vilka delar av de inre gränserna som berörs,
- namnen på de godkända gränsövergångsställena,
- datum och varaktighet för de inre gränskontrollerna,
- bedömningen av nödvändighet och proportionalitet samt eventuella riskbedömningar, och
- eventuella åtgärder som andra medlemsstater ska vidta.

Med hänsyn till den allmänna säkerheten i en medlemsstat kan uppgifterna säkerhetsskyddsklassificeras. På begäran av kommissionen kan en medlemsstat behöva tillhandahålla eventuella ytterligare uppgifter.
Efter mottagande av ett meddelande om införande eller förlängning av inre gränskontroller kan kommissionen på eget initiativ eller på begäran av en berörd medlemsstat inleda ett samrådsförfarande. Ett sådant samrådsförfarande innefattar gemensamma möten mellan den berörda medlemsstaten och övriga medlemsstater, särskilt de som påverkas direkt av de inre gränskontrollerna, samt relevanta byråer. Genom samrådsförfarandet kan medlemsstaterna och kommissionen undersöka skälen för gränskontrollerna och deras nödvändighet och proportionalitet. Den berörda medlemsstaten måste ta hänsyn till resultaten av ett sådant samråd innan den beslutar om förlängning av sina inre gränskontroller.
Kommissionen, eller en medlemsstat, kan även avge ett yttrande om den anser att en medlemsstats införande eller förlängning av inre gränskontroller inte uppfyller kriterierna om nödvändighet och proportionalitet. I vissa fall är kommissionen skyldig att avge ett sådant yttrande.

### Rapporter om pågående eller avslutade inre gränskontroller
Inom fyra veckor från att inre gränskontroller har upphävts måste den ansvariga medlemsstaten överlämna en rapport om genomförandet av de inre gränskontrollerna till Europaparlamentet, Europeiska unionens råd och Europeiska kommissionen. Detta ska ske enligt en särskild mall som kommissionen har tagit fram. En liknande rapport måste även överlämnas årligen för inre gränskontroller vars varaktighet överstiger tolv månader. I rapporterna ska den ansvariga medlemsstaten särskilt redogöra för den inledande och uppföljande bedömningen av gränskontrollernas nödvändighet och proportionalitet. Kommissionen kan avge ett yttrande om efterhandsbedömningen.
Kommissionen måste årligen överlämna en rapport om Schengenläget till Europaparlamentet och Europeiska unionens råd om Schengenområdets funktionssätt, inklusive en förteckning över alla beslut om inre gränskontroller som fattats av medlemsstaterna under det gångna året.

## Pågående och tidigare inre gränskontroller
|  | Medlemsstater utan inre gränskontroller |

|  | Medlemsstater med pågående tillfälliga inre gränskontroller |

Nedan återfinns alla inre gränskontroller som anmälts av de nationella regeringarna till Europeiska unionens råd eller Europeiska kommissionen sedan Amsterdamfördraget trädde i kraft den 1 maj 1999.
I många fall utförs de inre gränskontrollerna endast i form av stickprov eller under kortare perioder än de som anmälts. Kontrollerna består nästan alltid uteslutande av inresekontroller och inte utresekontroller. Utöver inre gränskontroller kan gränsnära poliskontroller förekomma i gränsområden, utan att tillfälliga inre gränskontroller har införts.
Totalt tio medlemsstater har för tillfället inre gränskontroller. Fem medlemsstater – Danmark, Norge, Sverige, Tyskland och Österrike – har inre gränskontroller sedan flyktingkrisen 2015, huvudsakligen motiverat utifrån terrorhot och situationen vid de yttre gränserna. Även Frankrike har inre gränskontroller sedan terrordåden i Paris i november 2015, huvudsakligen motiverat utifrån terrorhot men även bland annat situationen vid de yttre gränserna. Dessa länder har i de flesta fall infört inre gränskontroller endast vid delar av sina inre gränser.
Österrike införde i början av oktober 2023 tillfälliga gränskontroller även mot Slovakien. Senare i oktober 2023 införde Tyskland gränskontroll mot Polen, Schweiz och Tjeckien, och Österrike gränskontroll mot Tjeckien på grund av sekundära förflyttningar av tredjelandsmedborgare. Även Italien införde gränskontroll med Slovenien och Slovenien gränskontroll mot Kroatien och Ungern samma månad, bland annat till följd av ökad risk för terrorism i spåren av Hamas attack mot Israel i oktober 2023. I mitten av september 2024 utökade Tyskland sina gränskontroller till att även innefatta gränserna mot Belgien, Danmark, Frankrike, Luxemburg och Nederländerna. I december 2024 införde även Nederländerna inre gränskontroller vid sina landgränser, främst på grund av migrationssituationen.
Därutöver införde Bulgarien inre gränskontroller vid sin landgräns mot Rumänien den 1 januari 2025 som en sex månader lång övergångsåtgärd efter att de systematiska gränskontrollerna vid landgränserna avskaffats för Rumänien och Bulgarien.
|  |  |

|  |  |

|  |  |

|  |  |

|  |  |

|  | Påbörjat | Avslutat | Huvudorsak | Berörda gränsavsnitt (kan variera över tiden) | Ref. (dok.nr.) |
|  | -------- | -------- | ---------- | --------------------------------------------- | -------------- |

|  | 2025-01-01           | 2025-06-30           | Migration            | Landgränsen mot Rumänien |         |
|  | 2025-01-01 kl. 00.00 | 2025-06-30 kl. 24.00 | Irreguljär migration | Landgränsen mot Rumänien | 5057/25 |

|  | 2024-12-09           | 2025-06-08           | Migration | Alla gränser mot Belgien och Tyskland |          |
|  | 2024-12-09 kl. 00.00 | 2025-06-08 kl. 24.00 | Migration | Alla gränser mot Belgien och Tyskland | 15501/24 |

|  | 2024-12-01           | 2024-12-06           | Högnivåmöte | Alla inre gränser |          |
|  | 2024-12-01 kl. 00.00 | 2024-12-06 kl. 24.00 | OSSE-möte   | Alla inre gränser | 16086/24 |

|  | 2024-10-12           | 2024-11-30           | Terrorhot      | Alla inre gränser |          |
|  | 2024-10-12 kl. 00.00 | 2024-10-21 kl. 24.00 | Ökat terrorhot | Alla inre gränser | 14508/24 |
|  | 2024-10-22 kl. 00.00 | 2024-11-10 kl. 24.00 | Ökat terrorhot | Alla inre gränser | 14795/24 |
|  | 2024-11-11 kl. 00.00 | 2024-11-30 kl. 24.00 | Ökat terrorhot | Alla inre gränser | 15539/24 |

|  | 2024-09-16           | 2025-09-15           | Migration                                                                                  | Landgränserna mot Belgien, Danmark, Frankrike, Luxemburg och Nederländerna |          |
|  | 2024-09-16 kl. 00.00 | 2025-03-15 kl. 24.00 | Säkerhetssituationen i Europa till följd av sekundär förflyttning av tredjelandsmedborgare | Landgränserna mot Belgien, Danmark, Frankrike, Luxemburg och Nederländerna | 13244/24 |
|  | 2025-03-16 kl. 00.00 | 2025-09-15 kl. 24.00 | Säkerhetssituationen i Europa till följd av sekundär förflyttning av tredjelandsmedborgare | Landgränserna mot Belgien, Danmark, Frankrike, Luxemburg och Nederländerna | 6256/25  |

|  | 2024-07-20           | 2024-09-30           | Nöjesevenemang              | Alla land- och luftgränser mot Frankrike |          |
|  | 2024-07-20 kl. 00.00 | 2024-09-30 kl. 24.00 | Olympiska sommarspelen 2024 | Alla land- och luftgränser mot Frankrike | 12434/24 |

|  | 2024-06-07           | 2024-07-19           | Nöjesevenemang                    | Alla inre gränser |  |
|  | 2024-06-07 kl. 00.00 | 2024-07-19 kl. 24.00 | Europamästerskapet i fotboll 2024 | Alla inre gränser |  |

|  | 2024-06-03           | 2025-04-15           | Migration                                           | Landgränserna mot Slovakien och Tjeckien |          |
|  | 2024-06-03 kl. 00.00 | 2024-10-15 kl. 24.00 | Irreguljär migration, Rysslands invasion av Ukraina | Landgränserna mot Slovakien och Tjeckien | 10864/24 |
|  | 2024-10-16 kl. 00.00 | 2025-04-15 kl. 24.00 | Irreguljär migration, Rysslands invasion av Ukraina | Landgränserna mot Slovakien och Tjeckien | 14608/24 |

|  | 2024-06-05           | 2024-06-18           | Högnivåmöte | Alla inre gränser |          |
|  | 2024-06-05 kl. 14.00 | 2024-06-18 kl. 14.00 | G7-möte     | Alla inre gränser | 10383/24 |

|  | 2023-12-08           | 2023-12-18           | Nöjesevenemang                  | Alla inre gränser |          |
|  | 2023-12-08 kl. 00.00 | 2023-12-18 kl. 24.00 | Utdelningen av Nobels fredspris | Alla inre gränser | 16545/23 |

|  | 2023-10-21           | 2025-06-21           | Terrorism               | Alla gränser mot Kroatien och Ungern |          |
|  | 2023-10-21 kl. 00.00 | 2023-10-30 kl. 24.00 | Ökad risk för terrorism | Alla gränser mot Kroatien och Ungern | 14450/23 |
|  | 2023-10-31 kl. 00.00 | 2023-11-19 kl. 24.00 | Ökad risk för terrorism | Alla gränser mot Kroatien och Ungern | 14889/23 |
|  | 2023-11-20 kl. 00.00 | 2023-12-09 kl. 24.00 | Ökad risk för terrorism | Alla gränser mot Kroatien och Ungern | 15673/23 |
|  | 2023-12-10 kl. 00.00 | 2023-12-21 kl. 24.00 | Ökad risk för terrorism | Alla gränser mot Kroatien och Ungern | 16634/23 |
|  | 2023-12-22 kl. 00.00 | 2024-06-21 kl. 24.00 | Ökad risk för terrorism | Alla gränser mot Kroatien och Ungern | 15902/23 |
|  | 2024-06-22 kl. 00.00 | 2024-12-21 kl. 24.00 | Ökad risk för terrorism | Alla gränser mot Kroatien och Ungern | 10303/24 |
|  | 2024-12-22 kl. 00.00 | 2025-06-21 kl. 24.00 | Ökad risk för terrorism | Alla gränser mot Kroatien och Ungern | 16135/24 |

|  | 2023-10-21           | 2025-06-18           | Terrorism               | Landgränsen mot Slovenien |          |
|  | 2023-10-21 kl. 00.00 | 2023-10-30 kl. 24.00 | Ökad risk för terrorism | Landgränsen mot Slovenien | 14407/23 |
|  | 2023-10-31 kl. 00.00 | 2023-11-19 kl. 24.00 | Ökad risk för terrorism | Landgränsen mot Slovenien | 14915/23 |
|  | 2023-11-20 kl. 00.00 | 2023-12-09 kl. 24.00 | Ökad risk för terrorism | Landgränsen mot Slovenien | 17008/23 |
|  | 2023-12-10 kl. 00.00 | 2023-12-19 kl. 24.00 | Ökad risk för terrorism | Landgränsen mot Slovenien | 16552/23 |
|  | 2023-12-20 kl. 00.00 | 2024-01-18 kl. 24.00 | Ökad risk för terrorism | Landgränsen mot Slovenien | 16977/23 |
|  | 2024-01-19 kl. 00.00 | 2024-06-18 kl. 24.00 | Ökad risk för terrorism | Landgränsen mot Slovenien | 5547/24  |
|  | 2024-06-19 kl. 00.00 | 2024-12-18 kl. 24.00 | Ökad risk för terrorism | Landgränsen mot Slovenien | 10280/24 |
|  | 2024-12-19 kl. 00.00 | 2025-06-18 kl. 24.00 | Ökad risk för terrorism | Landgränsen mot Slovenien | 15912/24 |

|  | 2023-10-18           | 2024-06-16           | Migration                                      | Alla gränser mot Tjeckien |          |
|  | 2023-10-18 kl. 00.00 | 2023-10-27 kl. 24.00 | Sekundär förflyttning av tredjelandsmedborgare | Alla gränser mot Tjeckien | 14370/23 |
|  | 2023-10-28 kl. 00.00 | 2023-11-16 kl. 24.00 | Sekundär förflyttning av tredjelandsmedborgare | Alla gränser mot Tjeckien | 14777/23 |
|  | 2023-11-17 kl. 00.00 | 2023-12-06 kl. 24.00 | Sekundär förflyttning av tredjelandsmedborgare | Alla gränser mot Tjeckien | 15537/23 |
|  | 2023-12-07 kl. 00.00 | 2023-12-16 kl. 24.00 | Sekundär förflyttning av tredjelandsmedborgare | Alla gränser mot Tjeckien | 16496/23 |
|  | 2023-12-17 kl. 00.00 | 2024-02-16 kl. 24.00 | Sekundär förflyttning av tredjelandsmedborgare | Alla gränser mot Tjeckien | 16919/23 |
|  | 2024-02-17 kl. 00.00 | 2024-04-16 kl. 24.00 | Sekundär förflyttning av tredjelandsmedborgare | Alla gränser mot Tjeckien | 6774/24  |
|  | 2024-04-17 kl. 00.00 | 2024-06-16 kl. 24.00 | Sekundär förflyttning av tredjelandsmedborgare | Alla gränser mot Tjeckien | 9064/24  |

|  | 2023-10-16           | 2025-09-15           | Migration                                      | Landgränserna mot Polen, Schweiz och Tjeckien |          |
|  | 2023-10-16 kl. 00.00 | 2023-10-25 kl. 24.00 | Sekundär förflyttning av tredjelandsmedborgare | Landgränserna mot Polen, Schweiz och Tjeckien | 14322/23 |
|  | 2023-10-26 kl. 00.00 | 2023-11-14 kl. 24.00 | Sekundär förflyttning av tredjelandsmedborgare | Landgränserna mot Polen, Schweiz och Tjeckien | 14744/23 |
|  | 2023-11-15 kl. 00.00 | 2023-12-04 kl. 24.00 | Sekundär förflyttning av tredjelandsmedborgare | Landgränserna mot Polen, Schweiz och Tjeckien | 15450/23 |
|  | 2023-12-05 kl. 00.00 | 2023-12-15 kl. 24.00 | Sekundär förflyttning av tredjelandsmedborgare | Landgränserna mot Polen, Schweiz och Tjeckien | 16391/23 |
|  | 2023-12-16 kl. 00.00 | 2024-03-15 kl. 24.00 | Sekundär förflyttning av tredjelandsmedborgare | Landgränserna mot Polen, Schweiz och Tjeckien | 16875/23 |
|  | 2024-03-16 kl. 00.00 | 2024-06-15 kl. 24.00 | Sekundär förflyttning av tredjelandsmedborgare | Landgränserna mot Polen, Schweiz och Tjeckien | 6733/24  |
|  | 2024-06-16 kl. 00.00 | 2024-12-15 kl. 24.00 | Sekundär förflyttning av tredjelandsmedborgare | Landgränserna mot Polen, Schweiz och Tjeckien | 10482/24 |
|  | 2024-12-16 kl. 00.00 | 2025-03-15 kl. 24.00 | Sekundär förflyttning av tredjelandsmedborgare | Landgränserna mot Polen, Schweiz och Tjeckien | 16843/24 |
|  | 2025-03-16 kl. 00.00 | 2025-09-15 kl. 24.00 | Sekundär förflyttning av tredjelandsmedborgare | Landgränserna mot Polen, Schweiz och Tjeckien | 6256/25  |

|  | 2023-10-05           | 2024-01-22           | Migration                                      | Alla gränser mot Ungern |          |
|  | 2023-10-05 kl. 00.00 | 2023-10-14 kl. 24.00 | Sekundär förflyttning av tredjelandsmedborgare | Alla gränser mot Ungern | 13856/23 |
|  | 2023-10-15 kl. 00.00 | 2023-11-03 kl. 24.00 | Sekundär förflyttning av tredjelandsmedborgare | Alla gränser mot Ungern | 14075/23 |
|  | 2023-11-04 kl. 00.00 | 2023-11-23 kl. 24.00 | Sekundär förflyttning av tredjelandsmedborgare | Alla gränser mot Ungern | 14957/23 |
|  | 2023-11-24 kl. 00.00 | 2023-12-23 kl. 24.00 | Sekundär förflyttning av tredjelandsmedborgare | Alla gränser mot Ungern | 15735/23 |
|  | 2023-12-24 kl. 00.00 | 2024-01-22 kl. 24.00 | Sekundär förflyttning av tredjelandsmedborgare | Alla gränser mot Ungern | 16628/23 |

|  | 2023-10-04           | 2024-06-02           | Migration                                      | Alla gränser mot Slovakien |          |
|  | 2023-10-04 kl. 00.00 | 2023-10-13 kl. 24.00 | Sekundär förflyttning av tredjelandsmedborgare | Alla gränser mot Slovakien | 13723/23 |
|  | 2023-10-14 kl. 00.00 | 2023-11-02 kl. 24.00 | Sekundär förflyttning av tredjelandsmedborgare | Alla gränser mot Slovakien | 14200/23 |
|  | 2023-11-03 kl. 00.00 | 2023-11-22 kl. 24.00 | Sekundär förflyttning av tredjelandsmedborgare | Alla gränser mot Slovakien | 14998/23 |
|  | 2023-11-23 kl. 00.00 | 2023-12-02 kl. 24.00 | Sekundär förflyttning av tredjelandsmedborgare | Alla gränser mot Slovakien | 15878/23 |
|  | 2023-12-03 kl. 00.00 | 2024-02-02 kl. 24.00 | Sekundär förflyttning av tredjelandsmedborgare | Alla gränser mot Slovakien | 16353/23 |
|  | 2024-02-03 kl. 00.00 | 2024-04-02 kl. 24.00 | Sekundär förflyttning av tredjelandsmedborgare | Alla gränser mot Slovakien | 6119/24  |
|  | 2024-04-03 kl. 00.00 | 2024-06-02 kl. 24.00 | Sekundär förflyttning av tredjelandsmedborgare | Alla gränser mot Slovakien | 8404/24  |

|  | 2023-10-04           | 2024-03-02           | Migration                                      | Alla gränser mot Slovakien |          |
|  | 2023-10-04 kl. 00.00 | 2023-10-13 kl. 24.00 | Sekundär förflyttning av tredjelandsmedborgare | Alla gränser mot Slovakien | 13709/23 |
|  | 2023-10-14 kl. 00.00 | 2023-11-02 kl. 24.00 | Sekundär förflyttning av tredjelandsmedborgare | Alla gränser mot Slovakien | 14164/23 |
|  | 2023-11-03 kl. 00.00 | 2023-11-22 kl. 24.00 | Sekundär förflyttning av tredjelandsmedborgare | Alla gränser mot Slovakien | 14959/23 |
|  | 2023-11-23 kl. 00.00 | 2023-12-03 kl. 24.00 | Sekundär förflyttning av tredjelandsmedborgare | Alla gränser mot Slovakien | 15903/23 |
|  | 2023-12-04 kl. 00.00 | 2024-01-02 kl. 24.00 | Sekundär förflyttning av tredjelandsmedborgare | Alla gränser mot Slovakien | 16360/23 |
|  | 2023-01-03 kl. 00.00 | 2024-02-01 kl. 24.00 | Sekundär förflyttning av tredjelandsmedborgare | Alla gränser mot Slovakien | 5307/24  |
|  | 2023-02-02 kl. 00.00 | 2024-03-02 kl. 24.00 | Sekundär förflyttning av tredjelandsmedborgare | Alla gränser mot Slovakien | 6100/24  |

|  | 2023-10-04           | 2024-02-02           | Migration                                      | Alla gränser mot Slovakien |          |
|  | 2023-10-04 kl. 00.00 | 2023-10-08 kl. 24.00 | Sekundär förflyttning av tredjelandsmedborgare | Alla gränser mot Slovakien | 13735/23 |
|  | 2023-10-09 kl. 00.00 | 2023-10-13 kl. 24.00 | Sekundär förflyttning av tredjelandsmedborgare | Alla gränser mot Slovakien | 13856/23 |
|  | 2023-10-14 kl. 00.00 | 2023-11-02 kl. 24.00 | Sekundär förflyttning av tredjelandsmedborgare | Alla gränser mot Slovakien | 14154/23 |
|  | 2023-11-03 kl. 00.00 | 2023-11-22 kl. 24.00 | Sekundär förflyttning av tredjelandsmedborgare | Alla gränser mot Slovakien | 14982/23 |
|  | 2023-11-22 kl. 00.00 | 2023-12-04 kl. 24.00 | Sekundär förflyttning av tredjelandsmedborgare | Alla gränser mot Slovakien | 15951/23 |
|  | 2023-12-05 kl. 00.00 | 2024-01-03 kl. 24.00 | Sekundär förflyttning av tredjelandsmedborgare | Alla gränser mot Slovakien | 15951/23 |
|  | 2024-01-04 kl. 00.00 | 2024-02-02 kl. 24.00 | Sekundär förflyttning av tredjelandsmedborgare | Alla gränser mot Slovakien | 5081/23  |

|  | 2023-09-28           | 2023-10-07           | Högnivåmöte                        | Alla inre landgränser, vissa inre luft- och sjögränser |          |
|  | 2023-09-28 kl. 00.00 | 2023-10-07 kl. 24.00 | Informellt möte i Europeiska rådet | Alla inre landgränser, vissa inre luft- och sjögränser | 12873/23 |

|  | 2023-07-22           | 2023-08-06           | Nöjesevenemang     | Alla inre gränser |          |
|  | 2023-07-22 kl. 00.00 | 2023-08-06 kl. 24.00 | Världsungdomsdagen | Alla inre gränser | 11052/23 |

|  | 2023-07-08           | 2023-07-15           | Högnivåmöte              | Alla inre gränser |          |
|  | 2023-07-08 kl. 00.00 | 2023-07-15 kl. 12.00 | Besök av USA:s president | Alla inre gränser | 11582/23 |

|  | 2023-07-07           | 2023-07-13           | Högnivåmöte | Alla inre gränser |          |
|  | 2023-07-07 kl. 08.00 | 2023-07-13 kl. 08.00 | Nato-möte   | Alla inre gränser | 10365/23 |

|  | 2023-05-24           | 2023-06-08           | Högnivåmöte                   | Alla inre gränser |         |
|  | 2023-05-24 kl. 00.00 | 2023-06-08 kl. 24.00 | Globsec 2023 Bratislava Forum | Alla inre gränser | 8853/23 |

|  | 2023-05-24           | 2023-06-04           | Högnivåmöte | Alla inre gränser |         |
|  | 2023-05-24 kl. 00.00 | 2023-06-04 kl. 24.00 | Nato-möte   | Alla inre gränser | 9518/23 |

|  | 2023-04-26           | 2023-05-23           | Högnivåmöte              | Alla inre gränser |         |
|  | 2023-04-26 kl. 00.00 | 2023-05-23 kl. 24.00 | Europarådets sammanträde | Alla inre gränser | 7932/23 |

|  | 2022-09-29           | 2023-02-05           | Migration                                      | Landgränsen mot Slovakien |          |
|  | 2022-09-29 kl. 00.00 | 2022-10-08 kl. 24.00 | Sekundär förflyttning av tredjelandsmedborgare | Landgränsen mot Slovakien | 13009/22 |
|  | 2022-10-09 kl. 00.00 | 2022-10-28 kl. 24.00 | Sekundär förflyttning av tredjelandsmedborgare | Landgränsen mot Slovakien | 13503/22 |
|  | 2022-10-29 kl. 00.00 | 2022-11-12 kl. 24.00 | Sekundär förflyttning av tredjelandsmedborgare | Landgränsen mot Slovakien | 14268/22 |
|  | 2022-11-13 kl. 00.00 | 2022-12-12 kl. 24.00 | Sekundär förflyttning av tredjelandsmedborgare | Landgränsen mot Slovakien | 14411/22 |
|  | 2022-12-13 kl. 00.00 | 2022-12-26 kl. 24.00 | Sekundär förflyttning av tredjelandsmedborgare | Landgränsen mot Slovakien | 15975/22 |
|  | 2022-12-27 kl. 00.00 | 2023-01-26 kl. 24.00 | Sekundär förflyttning av tredjelandsmedborgare | Landgränsen mot Slovakien | 5100/23  |
|  | 2023-01-27 kl. 00.00 | 2023-02-05 kl. 24.00 | Sekundär förflyttning av tredjelandsmedborgare | Landgränsen mot Slovakien | 5715/23  |

|  | 2022-09-29           | 2023-02-04           | Migration                                      | Landgränsen mot Slovakien |            |
|  | 2022-09-29 kl. 00.00 | 2022-10-08 kl. 24.00 | Sekundär förflyttning av tredjelandsmedborgare | Landgränsen mot Slovakien | 13014/22   |
|  | 2022-10-09 kl. 00.00 | 2022-10-28 kl. 24.00 | Sekundär förflyttning av tredjelandsmedborgare | Landgränsen mot Slovakien | 13043/22   |
|  | 2022-10-29 kl. 00.00 | 2022-11-12 kl. 24.00 | Sekundär förflyttning av tredjelandsmedborgare | Landgränsen mot Slovakien | 14296/22   |
|  | 2022-11-13 kl. 00.00 | 2022-12-12 kl. 24.00 | Sekundär förflyttning av tredjelandsmedborgare | Landgränsen mot Slovakien | 14296/1/22 |
|  | 2022-12-13 kl. 00.00 | 2022-12-26 kl. 24.00 | Sekundär förflyttning av tredjelandsmedborgare | Landgränsen mot Slovakien | 15895/22   |
|  | 2022-12-27 kl. 00.00 | 2023-01-25 kl. 24.00 | Sekundär förflyttning av tredjelandsmedborgare | Landgränsen mot Slovakien | 5092/23    |
|  | 2023-01-26 kl. 00.00 | 2023-02-04 kl. 24.00 | Sekundär förflyttning av tredjelandsmedborgare | Landgränsen mot Slovakien | 5751/23    |

|  | 2022-06-22           | 2022-07-02           | Högnivåmöte | Alla inre landgränser, vissa inre luft- och sjögränser |         |
|  | 2022-06-22 kl. 00.00 | 2022-07-02 kl. 24.00 | Nato-möte   | Alla inre landgränser, vissa inre luft- och sjögränser | 9489/22 |

|  | 2022-06-13           | 2022-07-03           | Högnivåmöte | Alla inre gränser |          |
|  | 2022-06-13 kl. 00.00 | 2022-07-03 kl. 24.00 | G7-möte     | Alla inre gränser | 10993/22 |

|  | 2022-03-03           | 2022-05-24           | Migration                     | Landgränsen mot Lettland |         |
|  | 2022-03-03 kl. 15.00 | 2022-03-13 kl. 15.00 | Rysslands invasion av Ukraina | Landgränsen mot Lettland | 6893/22 |
|  | 2022-03-13 kl. 15.00 | 2022-04-01 kl. 24.00 | Rysslands invasion av Ukraina | Landgränsen mot Lettland | 7173/22 |
|  | 2022-04-02 kl. 00.00 | 2022-04-21 kl. 24.00 | Rysslands invasion av Ukraina | Landgränsen mot Lettland | 8672/22 |
|  | 2022-04-22 kl. 00.00 | 2022-05-21 kl. 24.00 | Rysslands invasion av Ukraina | Landgränsen mot Lettland | 8346/22 |
|  | 2022-05-22 kl. 00.00 | 2022-05-24 kl. 24.00 | Rysslands invasion av Ukraina | Landgränsen mot Lettland | 9479/22 |

|  | 2021-12-28           | 2022-01-31           | Hot mot folkhälsan | Alla inre gränser |         |
|  | 2021-12-28 kl. 15.00 | 2022-01-16 kl. 24.00 | Covid-19-pandemin  | Alla inre gränser | 5020/22 |
|  | 2022-01-17 kl. 00.00 | 2022-01-31 kl. 24.00 | Covid-19-pandemin  | Alla inre gränser | 5345/22 |

|  | 2021-10-27           | 2021-11-01           | Högnivåmöte | Alla inre gränser |          |
|  | 2021-10-27 kl. 22.00 | 2021-11-01 kl. 13.00 | G20-möte    | Alla inre gränser | 13324/21 |

|  | 2021-03-18           | 2021-06-15           | Hot mot folkhälsan | Alla inre gränser |         |
|  | 2021-03-18 kl. 00.00 | 2021-03-27 kl. 24.00 | Covid-19-pandemin  | Alla inre gränser | 7185/21 |
|  | 2021-03-28 kl. 00.00 | 2021-04-16 kl. 24.00 | Covid-19-pandemin  | Alla inre gränser | 7454/21 |
|  | 2021-04-17 kl. 00.00 | 2021-05-06 kl. 24.00 | Covid-19-pandemin  | Alla inre gränser | 8079/21 |
|  | 2021-05-07 kl. 00.00 | 2021-05-16 kl. 24.00 | Covid-19-pandemin  | Alla inre gränser | 8707/21 |
|  | 2021-05-17 kl. 00.00 | 2021-06-15 kl. 24.00 | Covid-19-pandemin  | Alla inre gränser | 8922/21 |

|  | 2021-02-14           | 2021-04-14           | Hot mot folkhälsan | Alla land- och luftgränser mot Tjeckien, alla luftgränser mot Österrike |         |
|  | 2021-02-14 kl. 00.00 | 2021-02-23 kl. 24.00 | Covid-19-pandemin  | Alla land- och luftgränser mot Tjeckien, alla luftgränser mot Österrike | 6248/21 |
|  | 2021-02-24 kl. 00.00 | 2021-03-03 kl. 24.00 | Covid-19-pandemin  | Alla land- och luftgränser mot Tjeckien, alla luftgränser mot Österrike | 6447/21 |
|  | 2021-03-04 kl. 00.00 | 2021-03-17 kl. 24.00 | Covid-19-pandemin  | Alla land- och luftgränser mot Tjeckien, alla luftgränser mot Österrike | 6892/21 |
|  | 2021-03-18 kl. 00.00 | 2021-03-31 kl. 24.00 | Covid-19-pandemin  | Alla land- och luftgränser mot Tjeckien, alla luftgränser mot Österrike | 7135/21 |
|  | 2021-04-01 kl. 00.00 | 2021-04-14 kl. 24.00 | Covid-19-pandemin  | Alla gränser mot Tjeckien                                               | 7514/21 |

|  | 2021-01-31           | 2021-05-01           | Hot mot folkhälsan | Landgränsen mot Portugal |         |
|  | 2021-01-31 kl. 01.00 | 2021-02-10 kl. 01.00 | Covid-19-pandemin  | Landgränsen mot Portugal | 5785/21 |
|  | 2021-02-10 kl. 01.00 | 2021-03-01 kl. 01.00 | Covid-19-pandemin  | Landgränsen mot Portugal | 6128/21 |
|  | 2021-03-01 kl. 01.00 | 2021-03-16 kl. 01.00 | Covid-19-pandemin  | Landgränsen mot Portugal | 6327/21 |
|  | 2021-03-16 kl. 01.00 | 2021-03-31 kl. 01.00 | Covid-19-pandemin  | Landgränsen mot Portugal | 7080/21 |
|  | 2021-03-31 kl. 01.00 | 2021-04-06 kl. 01.00 | Covid-19-pandemin  | Landgränsen mot Portugal | 7080/21 |
|  | 2021-04-06 kl. 01.00 | 2021-04-16 kl. 01.00 | Covid-19-pandemin  | Landgränsen mot Portugal | 7565/21 |
|  | 2021-04-16 kl. 01.00 | 2021-05-01 kl. 01.00 | Covid-19-pandemin  | Landgränsen mot Portugal | 7946/21 |

|  | 2021-01-31           | 2021-04-30           | Hot mot folkhälsan | Alla gränser mot Spanien |         |
|  | 2021-01-31 kl. 00.00 | 2021-02-09 kl. 24.00 | Covid-19-pandemin  | Alla gränser mot Spanien | 5864/21 |
|  | 2021-02-10 kl. 00.00 | 2021-03-01 kl. 24.00 | Covid-19-pandemin  | Alla gränser mot Spanien | 6251/21 |
|  | 2021-03-02 kl. 00.00 | 2021-03-16 kl. 24.00 | Covid-19-pandemin  | Alla gränser mot Spanien | 6576/21 |
|  | 2021-03-17 kl. 00.00 | 2021-03-31 kl. 24.00 | Covid-19-pandemin  | Alla gränser mot Spanien | 7264/21 |
|  | 2021-04-01 kl. 00.00 | 2021-04-15 kl. 24.00 | Covid-19-pandemin  | Alla gränser mot Spanien | 7632/21 |
|  | 2021-04-16 kl. 00.00 | 2021-04-30 kl. 24.00 | Covid-19-pandemin  | Alla gränser mot Spanien | 8165/21 |

|  | 2021-01-27           | 2021-04-18           | Hot mot folkhälsan | Alla inre gränser |         |
|  | 2021-01-27 kl. 00.00 | 2021-02-05 kl. 24.00 | Covid-19-pandemin  | Alla inre gränser | 5740/21 |
|  | 2021-02-06 kl. 00.00 | 2021-02-25 kl. 24.00 | Covid-19-pandemin  | Alla inre gränser | 6006/21 |
|  | 2021-02-26 kl. 00.00 | 2021-03-17 kl. 24.00 | Covid-19-pandemin  | Alla inre gränser | 6577/21 |
|  | 2021-03-18 kl. 00.00 | 2021-03-26 kl. 24.00 | Covid-19-pandemin  | Alla inre gränser | 7136/21 |
|  | 2021-03-27 kl. 00.00 | 2021-04-01 kl. 24.00 | Covid-19-pandemin  | Alla inre gränser | 7136/21 |
|  | 2021-04-02 kl. 00.00 | 2021-04-18 kl. 24.00 | Covid-19-pandemin  | Alla inre gränser | 7561/21 |

|  | 2021-01-09           | 2021-05-21           | Hot mot folkhälsan | Alla gränser mot Slovakien och Tjeckien |         |
|  | 2021-01-09 kl. 00.00 | 2021-01-18 kl. 24.00 | Covid-19-pandemin  | Alla gränser mot Slovakien och Tjeckien | 5148/21 |
|  | 2021-01-19 kl. 00.00 | 2021-02-07 kl. 24.00 | Covid-19-pandemin  | Alla gränser mot Slovakien och Tjeckien | 5389/21 |
|  | 2021-02-08 kl. 00.00 | 2021-02-27 kl. 24.00 | Covid-19-pandemin  | Alla gränser mot Slovakien och Tjeckien | 5997/21 |
|  | 2021-02-28 kl. 00.00 | 2021-03-29 kl. 24.00 | Covid-19-pandemin  | Alla gränser mot Slovakien och Tjeckien | 6448/21 |
|  | 2021-03-30 kl. 00.00 | 2021-04-28 kl. 24.00 | Covid-19-pandemin  | Alla gränser mot Slovakien och Tjeckien | 7420/21 |
|  | 2021-04-29 kl. 00.00 | 2021-05-21 kl. 24.00 | Covid-19-pandemin  | Alla gränser mot Slovakien och Tjeckien | 9137/21 |

|  | 2020-09-01           | 2021-06-22           | Hot mot folkhälsan | Alla inre gränser |          |
|  | 2020-09-01 kl. 00.00 | 2020-09-30 kl. 24.00 | Covid-19-pandemin  | Alla inre gränser | 10350/20 |
|  | 2020-10-01 kl. 00.00 | 2020-10-30 kl. 24.00 | Covid-19-pandemin  | Alla inre gränser | 10900/20 |
|  | 2020-10-31 kl. 00.00 | 2020-11-29 kl. 24.00 | Covid-19-pandemin  | Alla inre gränser | 12444/20 |
|  | 2020-11-30 kl. 00.00 | 2020-12-29 kl. 24.00 | Covid-19-pandemin  | Alla inre gränser | 13563/20 |
|  | 2020-12-30 kl. 00.00 | 2021-01-28 kl. 24.00 | Covid-19-pandemin  | Alla inre gränser | 14344/20 |
|  | 2021-01-29 kl. 00.00 | 2021-02-27 kl. 24.00 | Covid-19-pandemin  | Alla inre gränser | 5735/21  |
|  | 2021-02-28 kl. 00.00 | 2021-03-15 kl. 24.00 | Covid-19-pandemin  | Alla inre gränser | 6575/21  |
|  | 2021-03-16 kl. 00.00 | 2021-03-21 kl. 24.00 | Covid-19-pandemin  | Alla inre gränser | 7028/21  |
|  | 2021-03-22 kl. 00.00 | 2021-03-28 kl. 24.00 | Covid-19-pandemin  | Alla inre gränser | 7265/21  |
|  | 2021-03-29 kl. 00.00 | 2021-04-07 kl. 24.00 | Covid-19-pandemin  | Alla inre gränser | 7457/21  |
|  | 2021-04-08 kl. 00.00 | 2021-04-18 kl. 24.00 | Covid-19-pandemin  | Alla inre gränser | 7702/21  |
|  | 2021-04-19 kl. 00.00 | 2021-05-22 kl. 24.00 | Covid-19-pandemin  | Alla inre gränser | 7942/21  |
|  | 2021-05-23 kl. 00.00 | 2021-06-22 kl. 24.00 | Covid-19-pandemin  | Alla inre gränser | 9129/21  |

|  | 2020-05-01           | 2022-10-31           | Hot mot folkhälsan | Alla inre gränser |           |
|  | 2020-05-01 kl. 00.00 | 2020-10-31 kl. 24.00 | Covid-19-pandemin  | Alla inre gränser | 7138/1/20 |
|  | 2020-11-01 kl. 00.00 | 2021-04-30 kl. 24.00 | Covid-19-pandemin  | Alla inre gränser | 11479/20  |
|  | 2021-05-01 kl. 00.00 | 2021-10-31 kl. 24.00 | Covid-19-pandemin  | Alla inre gränser | 7600/21   |
|  | 2021-11-01 kl. 00.00 | 2022-04-30 kl. 24.00 | Covid-19-pandemin  | Alla inre gränser | 12472/21  |
|  | 2022-05-01 kl. 00.00 | 2022-10-31 kl. 24.00 | Covid-19-pandemin  | Alla inre gränser | 7975/22   |

|  | 2020-04-24           | 2020-06-22           | Hot mot folkhälsan | Alla inre gränser |         |
|  | 2020-04-24 kl. 00.00 | 2020-05-03 kl. 24.00 | Covid-19-pandemin  | Alla inre gränser | 7724/20 |
|  | 2020-05-04 kl. 00.00 | 2020-05-14 kl. 24.00 | Covid-19-pandemin  | Alla inre gränser | 7724/20 |
|  | 2020-05-15 kl. 00.00 | 2020-06-03 kl. 24.00 | Covid-19-pandemin  | Alla inre gränser | 8050/20 |
|  | 2020-06-04 kl. 00.00 | 2020-06-15 kl. 24.00 | Covid-19-pandemin  | Alla inre gränser | 8616/20 |
|  | 2020-06-16 kl. 00.00 | 2020-06-22 kl. 24.00 | Covid-19-pandemin  | Alla inre gränser | 8845/20 |

|  | 2020-04-08           | 2020-06-26           | Hot mot folkhälsan | Alla inre gränser                                     |         |
|  | 2020-04-08 kl. 00.00 | 2020-04-17 kl. 24.00 | Covid-19-pandemin  | Alla inre gränser                                     | 7312/20 |
|  | 2020-04-18 kl. 00.00 | 2020-05-07 kl. 24.00 | Covid-19-pandemin  | Alla inre gränser                                     | 7412/20 |
|  | 2020-05-08 kl. 00.00 | 2020-05-27 kl. 24.00 | Covid-19-pandemin  | Alla inre gränser                                     | 7907/20 |
|  | 2020-05-28 kl. 00.00 | 2020-06-10 kl. 24.00 | Covid-19-pandemin  | Alla inre gränser                                     | 8376/20 |
|  | 2020-06-11 kl. 00.00 | 2020-06-26 kl. 24.00 | Covid-19-pandemin  | Landgränsen mot Polen, alla inre luft- och sjögränser | 8935/20 |

|  | 2020-03-20           | 2020-06-14           | Hot mot folkhälsan | Alla inre gränser |           |
|  | 2020-03-20 kl. 15.00 | 2020-03-30 kl. 15.00 | Covid-19-pandemin  | Alla inre gränser | 6942/20   |
|  | 2020-03-30 kl. 15.00 | 2020-04-19 kl. 15.00 | Covid-19-pandemin  | Alla inre gränser | 7080/20   |
|  | 2020-04-19 kl. 15.00 | 2020-05-08 kl. 24.00 | Covid-19-pandemin  | Alla inre gränser | 7411/20   |
|  | 2020-05-09 kl. 00.00 | 2020-05-19 kl. 24.00 | Covid-19-pandemin  | Alla inre gränser | 7708/20   |
|  | 2020-05-20 kl. 00.00 | 2020-06-08 kl. 24.00 | Covid-19-pandemin  | Alla inre gränser | 7708/1/20 |
|  | 2020-06-09 kl. 00.00 | 2020-06-14 kl. 24.00 | Covid-19-pandemin  | Alla inre gränser | 8619/20   |

|  | 2020-03-19           | 2021-07-25           | Hot mot folkhälsan | Alla inre gränser |           |
|  | 2020-03-19 kl. 00.00 | 2020-04-13 kl. 24.00 | Covid-19-pandemin  | Alla inre gränser | 6906/20   |
|  | 2020-04-14 kl. 00.00 | 2020-05-13 kl. 24.00 | Covid-19-pandemin  | Alla inre gränser | 7230/20   |
|  | 2020-05-14 kl. 00.00 | 2020-06-14 kl. 24.00 | Covid-19-pandemin  | Alla inre gränser | 7831/20   |
|  | 2020-06-15 kl. 00.00 | 2020-07-12 kl. 24.00 | Covid-19-pandemin  | Alla inre gränser utom mot Danmark, Estland, Island, Lettland, Litauen och Norge                                                             | 8842/20   |
|  | 2020-07-13 kl. 00.00 | 2020-07-26 kl. 24.00 | Covid-19-pandemin  | Alla gränser mot Frankrike, Luxemburg, Polen, Portugal, Spanien, Sverige och Tjeckien                                                        | 9570/20   |
|  | 2020-07-27 kl. 00.00 | 2020-08-09 kl. 24.00 | Covid-19-pandemin  | Alla gränser mot Frankrike, Luxemburg, Polen, Portugal, Schweiz, Slovenien, Spanien, Sverige, Tjeckien och Österrike                         | 9894/20   |
|  | 2020-08-10 kl. 00.00 | 2020-08-23 kl. 24.00 | Covid-19-pandemin  | Alla gränser mot Belgien, Frankrike, Luxemburg, Nederländerna, Polen, Portugal, Schweiz, Slovenien, Spanien, Sverige, Tjeckien och Österrike | 10148/20  |
|  | 2020-08-24 kl. 00.00 | 2020-09-18 kl. 24.00 | Covid-19-pandemin  | Alla inre gränser utom mot Estland, Italien, Lettland, Liechtenstein, Litauen, Slovakien och Ungern                                          | 10179/20  |
|  | 2020-09-19 kl. 00.00 | 2020-09-27 kl. 24.00 | Covid-19-pandemin  | Alla inre gränser utom mot Estland, Island, Lettland, Liechtenstein, Litauen, Norge, Polen, Slovakien, Sverige och Tyskland                  | 10744/20  |
|  | 2020-09-28 kl. 00.00 | 2020-10-04 kl. 24.00 | Covid-19-pandemin  | Alla inre gränser utom mot Lettland, Liechtenstein, Litauen och Polen                                                                        | 11161/20  |
|  | 2020-10-05 kl. 00.00 | 2020-10-11 kl. 24.00 | Covid-19-pandemin  | Alla inre gränser utom mot Lettland och Liechtenstein                                                                                        | 11426/20  |
|  | 2020-10-12 kl. 00.00 | 2020-11-10 kl. 24.00 | Covid-19-pandemin  | Alla inre gränser | 11670/20  |
|  | 2020-11-11 kl. 00.00 | 2020-11-22 kl. 24.00 | Covid-19-pandemin  | Alla inre gränser | 12705/20  |
|  | 2020-11-23 kl. 00.00 | 2020-12-13 kl. 24.00 | Covid-19-pandemin  | Alla inre gränser | 13164/20  |
|  | 2020-12-14 kl. 00.00 | 2021-01-10 kl. 24.00 | Covid-19-pandemin  | Alla inre gränser | 13986/20  |
|  | 2021-01-11 kl. 00.00 | 2021-01-26 kl. 24.00 | Covid-19-pandemin  | Alla inre gränser | 5127/21   |
|  | 2021-01-27 kl. 00.00 | 2021-02-10 kl. 24.00 | Covid-19-pandemin  | Alla inre gränser | 5598/21   |
|  | 2021-02-11 kl. 00.00 | 2021-02-21 kl. 24.00 | Covid-19-pandemin  | Alla inre gränser utom mot Island | 5598/1/21 |
|  | 2021-02-22 kl. 00.00 | 2021-03-18 kl. 24.00 | Covid-19-pandemin  | Alla inre gränser utom mot Island | 6325/21   |
|  | 2021-03-19 kl. 00.00 | 2021-03-31 kl. 24.00 | Covid-19-pandemin  | Alla inre gränser utom mot Island | 7012/21   |
|  | 2021-04-01 kl. 00.00 | 2021-04-25 kl. 24.00 | Covid-19-pandemin  | Alla inre gränser utom mot Island | 7564/21   |
|  | 2021-04-26 kl. 00.00 | 2021-05-23 kl. 24.00 | Covid-19-pandemin  | Alla inre gränser utom mot Island | 8114/21   |
|  | 2021-05-24 kl. 00.00 | 2021-06-06 kl. 24.00 | Covid-19-pandemin  | Alla inre gränser utom mot Island | 8993/21   |
|  | 2021-06-07 kl. 00.00 | 2021-06-20 kl. 24.00 | Covid-19-pandemin  | Alla inre gränser utom mot Island och Malta                                                                                                  | 9477/21   |
|  | 2021-06-21 kl. 00.00 | 2021-06-30 kl. 24.00 | Covid-19-pandemin  | Alla inre gränser utom mot Island, Malta, Polen och Ungern                                                                                   | 10007/21  |
|  | 2021-07-01 kl. 00.00 | 2021-07-11 kl. 24.00 | Covid-19-pandemin  | Alla inre gränser utom mot Island, Italien, Liechtenstein, Malta, Polen, Slovakien, Tjeckien, Tyskland, Ungern och Österrike                 | 10322/21  |
|  | 2021-07-12 kl. 00.00 | 2021-07-18 kl. 24.00 | Covid-19-pandemin  | Alla inre gränser utom mot Island, Italien, Litauen, Malta, Polen, Schweiz, Slovakien, Slovenien, Tjeckien, Tyskland, Ungern och Österrike   | 10675/21  |
|  | 2021-07-19 kl. 00.00 | 2021-07-25 kl. 24.00 | Covid-19-pandemin  | Alla inre gränser utom mot Island, Italien, Litauen, Polen, Schweiz, Slovakien, Tjeckien, Tyskland, Ungern och Österrike                     | 10897/21  |

|  | 2020-03-17           | 2020-06-30           | Hot mot folkhälsan | Alla inre gränser              |         |
|  | 2020-03-17 kl. 00.00 | 2020-03-26 kl. 24.00 | Covid-19-pandemin  | Alla inre landgränser          | 6868/20 |
|  | 2020-03-27 kl. 00.00 | 2020-04-11 kl. 24.00 | Covid-19-pandemin  | Alla inre landgränser          | 7054/20 |
|  | 2020-04-12 kl. 00.00 | 2020-04-25 kl. 24.00 | Covid-19-pandemin  | Alla inre landgränser          | 7300/20 |
|  | 2020-04-26 kl. 00.00 | 2020-05-09 kl. 24.00 | Covid-19-pandemin  | Alla inre landgränser          | 7640/20 |
|  | 2020-05-10 kl. 00.00 | 2020-05-23 kl. 24.00 | Covid-19-pandemin  | Alla inre landgränser          | 7905/20 |
|  | 2020-05-15 kl. 00.00 | 2020-05-23 kl. 24.00 | Covid-19-pandemin  | Alla inre luft- och sjögränser | 7970/20 |
|  | 2020-05-24 kl. 00.00 | 2020-06-06 kl. 24.00 | Covid-19-pandemin  | Alla inre gränser              | 8216/20 |
|  | 2020-06-07 kl. 00.00 | 2020-06-20 kl. 24.00 | Covid-19-pandemin  | Alla inre gränser              | 8678/20 |
|  | 2020-06-21 kl. 00.00 | 2020-06-30 kl. 24.00 | Covid-19-pandemin  | Alla gränser mot Portugal      | 9042/20 |

|  | 2020-03-17           | 2020-06-16           | Hot mot folkhälsan | Alla inre gränser              |         |
|  | 2020-03-17 kl. 00.00 | 2020-03-26 kl. 24.00 | Covid-19-pandemin  | Alla inre gränser              | 6860/20 |
|  | 2020-03-27 kl. 00.00 | 2020-04-15 kl. 24.00 | Covid-19-pandemin  | Alla inre gränser              | 7025/20 |
|  | 2020-04-16 kl. 00.00 | 2020-05-01 kl. 24.00 | Covid-19-pandemin  | Alla inre gränser              | 7350/20 |
|  | 2020-05-02 kl. 00.00 | 2020-05-17 kl. 24.00 | Covid-19-pandemin  | Alla inre gränser              | 7605/20 |
|  | 2020-05-18 kl. 00.00 | 2020-06-16 kl. 24.00 | Covid-19-pandemin  | Alla inre luft- och sjögränser | 8056/20 |

|  | 2020-03-16           | 2020-06-30           | Hot mot folkhälsan | Alla gränser mot Spanien |         |
|  | 2020-03-16 kl. 23.00 | 2020-03-26 kl. 23.00 | Covid-19-pandemin  | Alla gränser mot Spanien | 6896/20 |
|  | 2020-03-26 kl. 23.00 | 2020-04-15 kl. 23.00 | Covid-19-pandemin  | Alla gränser mot Spanien | 7067/20 |
|  | 2020-04-15 kl. 23.00 | 2020-05-05 kl. 23.00 | Covid-19-pandemin  | Alla gränser mot Spanien | 7321/20 |
|  | 2020-05-05 kl. 23.00 | 2020-05-15 kl. 23.00 | Covid-19-pandemin  | Alla gränser mot Spanien | 7747/20 |
|  | 2020-05-15 kl. 23.00 | 2020-06-15 kl. 24.00 | Covid-19-pandemin  | Alla gränser mot Spanien | 8032/20 |
|  | 2020-06-16 kl. 00.00 | 2020-06-30 kl. 24.00 | Covid-19-pandemin  | Alla gränser mot Spanien | 8841/20 |

|  | 2020-03-16           | 2021-10-08           | Hot mot folkhälsan | Alla inre gränser |          |
|  | 2020-03-16 kl. 08.00 | 2020-03-26 kl. 08.00 | Covid-19-pandemin  | Alla inre gränser | 6850/20  |
|  | 2020-03-26 kl. 08.00 | 2020-04-15 kl. 08.00 | Covid-19-pandemin  | Alla inre gränser | 7013/20  |
|  | 2020-04-15 kl. 08.00 | 2020-05-05 kl. 08.00 | Covid-19-pandemin  | Alla inre gränser | 7285/20  |
|  | 2020-05-05 kl. 08.00 | 2020-05-16 kl. 08.00 | Covid-19-pandemin  | Alla inre gränser | 7679/20  |
|  | 2020-05-16 kl. 08.00 | 2020-08-14 kl. 08.00 | Covid-19-pandemin  | Alla inre gränser | 7285/20  |
|  | 2020-08-14 kl. 08.00 | 2020-09-13 kl. 08.00 | Covid-19-pandemin  | Alla inre gränser | 10138/20 |
|  | 2020-09-13 kl. 08.00 | 2020-10-13 kl. 08.00 | Covid-19-pandemin  | Alla inre gränser | 10790/20 |
|  | 2020-10-13 kl. 08.00 | 2020-11-12 kl. 08.00 | Covid-19-pandemin  | Alla inre gränser | 11818/20 |
|  | 2020-11-12 kl. 08.00 | 2021-02-10 kl. 08.00 | Covid-19-pandemin  | Alla inre gränser | 12784/20 |
|  | 2021-02-10 kl. 08.00 | 2021-03-12 kl. 08.00 | Covid-19-pandemin  | Alla inre gränser | 5998/21  |
|  | 2021-03-12 kl. 08.00 | 2021-04-11 kl. 08.00 | Covid-19-pandemin  | Alla inre gränser | 6972/21  |
|  | 2021-04-11 kl. 08.00 | 2021-05-11 kl. 08.00 | Covid-19-pandemin  | Alla inre gränser | 7660/21  |
|  | 2021-05-11 kl. 08.00 | 2021-09-08 kl. 08.00 | Covid-19-pandemin  | Alla inre gränser | 8461/21  |
|  | 2021-09-08 kl. 08.00 | 2021-10-08 kl. 08.00 | Covid-19-pandemin  | Alla inre gränser | 11695/21 |

|  | 2020-03-16           | 2020-06-21           | Hot mot folkhälsan | Alla inre gränser                                                                                 |         |
|  | 2020-03-16 kl. 08.00 | 2020-03-26 kl. 08.00 | Covid-19-pandemin  | Landgränserna mot Danmark, Frankrike, Luxemburg, Schweiz, Österrike                               | 6851/20 |
|  | 2020-03-19 kl. 00.00 | 2020-03-28 kl. 24.00 | Covid-19-pandemin  | Alla luft- och sjögränser mot Danmark, Frankrike, Italien, Luxemburg, Schweiz, Spanien, Österrike | 6851/20 |
|  | 2020-03-26 kl. 00.00 | 2020-04-14 kl. 24.00 | Covid-19-pandemin  | Alla gränser mot Danmark, Frankrike, Italien, Luxemburg, Schweiz, Spanien, Österrike              | 7033/20 |
|  | 2020-04-15 kl. 00.00 | 2020-05-04 kl. 24.00 | Covid-19-pandemin  | Alla gränser mot Danmark, Frankrike, Italien, Luxemburg, Schweiz, Spanien, Österrike              | 7340/20 |
|  | 2020-05-05 kl. 00.00 | 2020-05-15 kl. 24.00 | Covid-19-pandemin  | Alla gränser mot Danmark, Frankrike, Italien, Luxemburg, Schweiz, Spanien, Österrike              | 7736/20 |
|  | 2020-05-16 kl. 00.00 | 2020-06-14 kl. 24.00 | Covid-19-pandemin  | Alla gränser mot Danmark, Frankrike, Italien, Schweiz, Spanien, Österrike                         | 8055/20 |
|  | 2020-06-15 kl. 00.00 | 2020-06-21 kl. 24.00 | Covid-19-pandemin  | Luftgränsen mot Spanien                                                                           | 8867/20 |

|  | 2020-03-15           | 2020-06-12           | Hot mot folkhälsan | Alla inre gränser                  |         |
|  | 2020-03-15 kl. 00.00 | 2020-03-24 kl. 24.00 | Covid-19-pandemin  | Alla inre gränser                  | 6844/20 |
|  | 2020-03-25 kl. 00.00 | 2020-04-13 kl. 24.00 | Covid-19-pandemin  | Alla inre gränser                  | 6949/20 |
|  | 2020-04-14 kl. 00.00 | 2020-05-03 kl. 24.00 | Covid-19-pandemin  | Alla inre gränser                  | 7290/20 |
|  | 2020-05-04 kl. 00.00 | 2020-05-13 kl. 24.00 | Covid-19-pandemin  | Alla inre gränser                  | 7571/20 |
|  | 2020-05-14 kl. 00.00 | 2020-06-12 kl. 09.00 | Covid-19-pandemin  | Alla inre gränser                  | 7963/20 |
|  | 2020-06-12 kl. 09.00 | 2020-06-12 kl. 24.00 | Covid-19-pandemin  | Alla inre gränser utom mot Litauen | 8822/20 |

|  | 2020-03-14           | 2020-09-14           | Hot mot folkhälsan | Alla inre gränser                                     |          |
|  | 2020-03-14 kl. 18.00 | 2020-03-24 kl. 18.00 | Covid-19-pandemin  | Alla inre gränser                                     | 6848/20  |
|  | 2020-03-24 kl. 18.00 | 2020-04-13 kl. 18.00 | Covid-19-pandemin  | Alla inre gränser                                     | 7003/20  |
|  | 2020-04-13 kl. 18.00 | 2020-04-27 kl. 24.00 | Covid-19-pandemin  | Alla inre gränser                                     | 7304/20  |
|  | 2020-04-28 kl. 00.00 | 2020-05-14 kl. 18.00 | Covid-19-pandemin  | Alla inre gränser                                     | 7572/20  |
|  | 2020-05-14 kl. 18.00 | 2020-05-31 kl. 24.00 | Covid-19-pandemin  | Alla inre gränser                                     | 7784/20  |
|  | 2020-06-01 kl. 00.00 | 2020-06-11 kl. 24.00 | Covid-19-pandemin  | Landgränsen mot Polen, alla inre luft- och sjögränser | 8469/20  |
|  | 2020-06-12 kl. 00.00 | 2020-06-16 kl. 24.00 | Covid-19-pandemin  | Alla inre luft- och sjögränser                        | 8814/20  |
|  | 2020-06-17 kl. 00.00 | 2020-07-16 kl. 24.00 | Covid-19-pandemin  | Alla inre luft- och sjögränser                        | 8814/20  |
|  | 2020-07-17 kl. 00.00 | 2020-08-15 kl. 24.00 | Covid-19-pandemin  | Alla inre luft- och sjögränser                        | 9624/20  |
|  | 2020-08-16 kl. 00.00 | 2020-09-14 kl. 18.00 | Covid-19-pandemin  | Alla inre luft- och sjögränser                        | 10139/20 |

|  | 2020-03-14           | 2021-10-24           | Hot mot folkhälsan | Alla inre gränser |          |
|  | 2020-03-14 kl. 00.00 | 2020-05-11 kl. 24.00 | Covid-19-pandemin  | Alla inre gränser | 6846/20  |
|  | 2020-05-12 kl. 00.00 | 2020-11-11 kl. 24.00 | Covid-19-pandemin  | Alla inre gränser | 7272/20  |
|  | 2020-11-12 kl. 00.00 | 2021-05-11 kl. 24.00 | Covid-19-pandemin  | Alla inre gränser | 11833/20 |
|  | 2021-05-12 kl. 00.00 | 2021-10-24 kl. 24.00 | Covid-19-pandemin  | Alla inre gränser | 12874/21 |

|  | 2020-03-14           | 2020-06-30           | Hot mot folkhälsan | Alla inre luftgränser, landgränserna mot Tyskland och Österrike |           |
|  | 2020-03-14 kl. 00.00 | 2020-03-18 kl. 24.00 | Covid-19-pandemin  | Alla inre luftgränser, landgränserna mot Tyskland och Österrike | 6790/20   |
|  | 2020-03-18 kl. 00.00 | 2020-04-04 kl. 24.00 | Covid-19-pandemin  | Alla inre luftgränser, landgränserna mot Tyskland och Österrike | 6790/1/20 |
|  | 2020-04-05 kl. 00.00 | 2020-04-24 kl. 24.00 | Covid-19-pandemin  | Alla inre luftgränser, landgränserna mot Tyskland och Österrike | 7185/20   |
|  | 2020-04-25 kl. 00.00 | 2020-05-14 kl. 24.00 | Covid-19-pandemin  | Alla inre luftgränser, landgränserna mot Tyskland och Österrike | 7514/20   |
|  | 2020-05-15 kl. 00.00 | 2020-06-05 kl. 12.00 | Covid-19-pandemin  | Alla inre luftgränser, landgränserna mot Tyskland och Österrike | 7752/20   |
|  | 2020-06-05 kl. 12.00 | 2020-06-13 kl. 24.00 | Covid-19-pandemin  | Alla inre luftgränser                                           | 8633/20   |
|  | 2020-06-14 kl. 00.00 | 2020-06-30 kl. 24.00 | Covid-19-pandemin  | Alla inre luftgränser                                           | 8633/20   |

|  | 2020-03-13           | 2020-06-15           | Hot mot folkhälsan | Alla inre gränser utom mot Liechtenstein                                 |         |
|  | 2020-03-13 kl. 00.00 | 2020-03-22 kl. 24.00 | Covid-19-pandemin  | Landgränsen mot Italien                                                  | 6845/20 |
|  | 2020-03-16 kl. 00.00 | 2020-03-25 kl. 24.00 | Covid-19-pandemin  | Landgränserna mot Frankrike, Tyskland och Österrike                      | 6845/20 |
|  | 2020-03-18 kl. 00.00 | 2020-03-27 kl. 24.00 | Covid-19-pandemin  | Alla luftgränser mot Frankrike, Italien, Spanien, Tyskland och Österrike | 6845/20 |
|  | 2020-03-23 kl. 00.00 | 2020-04-11 kl. 24.00 | Covid-19-pandemin  | Landgränsen mot Italien                                                  | 6950/20 |
|  | 2020-03-25 kl. 00.00 | 2020-04-03 kl. 24.00 | Covid-19-pandemin  | Alla inre luftgränser utom mot Liechtenstein                             | 6950/20 |
|  | 2020-03-26 kl. 00.00 | 2020-04-14 kl. 24.00 | Covid-19-pandemin  | Landgränserna mot Frankrike, Tyskland och Österrike                      | 6950/20 |
|  | 2020-03-28 kl. 00.00 | 2020-04-16 kl. 24.00 | Covid-19-pandemin  | Alla luftgränser mot Frankrike, Italien, Spanien, Tyskland och Österrike | 6950/20 |
|  | 2020-04-04 kl. 00.00 | 2020-04-23 kl. 24.00 | Covid-19-pandemin  | Alla inre luftgränser utom mot Liechtenstein                             | 7173/20 |
|  | 2020-04-12 kl. 00.00 | 2020-05-01 kl. 24.00 | Covid-19-pandemin  | Alla inre gränser utom mot Liechtenstein                                 | 7283/20 |
|  | 2020-05-02 kl. 00.00 | 2020-05-12 kl. 24.00 | Covid-19-pandemin  | Alla inre gränser utom mot Liechtenstein                                 | 7723/20 |
|  | 2020-05-13 kl. 00.00 | 2020-06-08 kl. 24.00 | Covid-19-pandemin  | Alla inre gränser utom mot Liechtenstein                                 | 7723/20 |
|  | 2020-06-09 kl. 00.00 | 2020-06-15 kl. 24.00 | Covid-19-pandemin  | Alla inre gränser utom mot Liechtenstein                                 | 8651/20 |

|  | 2020-03-12           | 2020-06-30           | Hot mot folkhälsan | Alla inre gränser                                |         |
|  | 2020-03-12 kl. 00.00 | 2020-03-21 kl. 24.00 | Covid-19-pandemin  | Landgränserna mot Slovenien och Österrike        | 6788/20 |
|  | 2020-03-22 kl. 00.00 | 2020-04-10 kl. 24.00 | Covid-19-pandemin  | Alla inre gränser                                | 6926/20 |
|  | 2020-04-11 kl. 00.00 | 2020-04-30 kl. 24.00 | Covid-19-pandemin  | Alla inre gränser                                | 7288/20 |
|  | 2020-05-01 kl. 00.00 | 2020-05-11 kl. 24.00 | Covid-19-pandemin  | Alla inre gränser                                | 7639/20 |
|  | 2020-05-12 kl. 00.00 | 2020-06-05 kl. 24.00 | Covid-19-pandemin  | Alla inre gränser                                | 7943/20 |
|  | 2020-06-06 kl. 00.00 | 2020-06-08 kl. 24.00 | Covid-19-pandemin  | Alla inre luftgränser, landgränsen mot Slovenien | 8771/20 |
|  | 2020-06-09 kl. 00.00 | 2020-06-30 kl. 24.00 | Covid-19-pandemin  | Alla inre luftgränser                            | 9287/20 |

|  | 2020-03-11           | 2020-06-15           | Hot mot folkhälsan | Alla inre landgränser                                                               |           |
|  | 2020-03-11 kl. 00.00 | 2020-03-20 kl. 24.00 | Covid-19-pandemin  | Landgränsen mot Italien                                                             | 6784/1/20 |
|  | 2020-03-14 kl. 00.00 | 2020-03-23 kl. 24.00 | Covid-19-pandemin  | Landgränserna mot Liechtenstein och Schweiz                                         | 6784/20   |
|  | 2020-03-18 kl. 00.00 | 2020-04-07 kl. 24.00 | Covid-19-pandemin  | Landgränserna mot Italien, Liechtenstein, Schweiz och Tyskland                      | 6914/20   |
|  | 2020-04-08 kl. 00.00 | 2020-04-27 kl. 24.00 | Covid-19-pandemin  | Landgränserna mot Italien, Liechtenstein, Schweiz och Tyskland                      | 7189/20   |
|  | 2020-04-10 kl. 00.00 | 2020-04-27 kl. 24.00 | Covid-19-pandemin  | Landgränserna mot Slovakien och Tjeckien                                            | 7301/20   |
|  | 2020-04-28 kl. 00.00 | 2020-05-07 kl. 24.00 | Covid-19-pandemin  | Landgränserna mot Italien, Liechtenstein, Schweiz, Slovakien, Tjeckien och Tyskland | 7569/20   |
|  | 2020-05-08 kl. 00.00 | 2020-05-31 kl. 24.00 | Covid-19-pandemin  | Landgränserna mot Italien, Liechtenstein, Schweiz, Slovakien, Tjeckien och Tyskland | 7753/20   |
|  | 2020-06-01 kl. 00.00 | 2020-06-03 kl. 24.00 | Covid-19-pandemin  | Landgränserna mot Italien, Liechtenstein, Schweiz, Slovakien, Tjeckien och Tyskland | 8617/20   |
|  | 2020-06-04 kl. 00.00 | 2020-06-15 kl. 24.00 | Covid-19-pandemin  | Landgränsen mot Italien                                                             | 8398/20   |

|  | 2019-11-28           | 2019-12-13           | Högnivåmöte                | Alla inre luft- och sjögränser, landgränsen mot Frankrike |          |
|  | 2019-11-28 kl. 00.00 | 2019-12-13 kl. 24.00 | FN:s klimatkonferens COP25 | Alla inre luft- och sjögränser, landgränsen mot Frankrike | 14571/19 |

|  | 2019-02-10           | 2019-02-16           | Högnivåmöte                                            | Alla inre gränser |         |
|  | 2019-02-10 kl. 00.00 | 2019-02-16 kl. 24.00 | Ministerkonferens för fred och säkerhet i Mellanöstern | Alla inre gränser | 6271/19 |

|  | 2018-11-22           | 2018-12-16           | Högnivåmöte                | Alla inre gränser |          |
|  | 2018-11-22 kl. 00.00 | 2018-12-16 kl. 24.00 | FN:s klimatkonferens COP24 | Alla inre gränser | 13661/18 |

|  | 2018-09-17           | 2018-09-21           | Högnivåmöte                        | Salzburgs flygplats, delar av landgränserna mot Italien och Tyskland |         |
|  | 2018-09-17 kl. 00.00 | 2018-09-21 kl. 24.00 | Informellt möte i Europeiska rådet | Salzburgs flygplats, delar av landgränserna mot Italien och Tyskland | 9957/18 |

|  | 2018-07-13           | 2018-07-17           | Högnivåmöte                                         | Alla inre gränser |          |
|  | 2018-07-13 kl. 12.00 | 2018-07-17 kl. 12.00 | Möte mellan USA:s president och Rysslands president | Alla inre gränser | 10916/18 |

|  | 2018-07-09           | 2018-07-13           | Högnivåmöte                               | Innsbrucks flygplats, delar av landgränserna mot Italien och Tyskland |         |
|  | 2018-07-09 kl. 00.00 | 2018-07-13 kl. 24.00 | Informellt möte i Europeiska unionens råd | Innsbrucks flygplats, delar av landgränserna mot Italien och Tyskland | 9957/18 |

|  | 2017-11-12           | 2017-11-19           | Högnivåmöte                        | Göteborg-Landvetter flygplats och Svinesundsbron |          |
|  | 2017-11-12 kl. 00.00 | 2017-11-19 kl. 24.00 | Informellt möte i Europeiska rådet | Göteborg-Landvetter flygplats och Svinesundsbron | 14407/17 |

|  | 2017-08-26           | 2017-09-25           | Nöjesevenemang                        | Bergens flygplats |          |
|  | 2017-08-26 kl. 00.00 | 2017-09-25 kl. 24.00 | Världsmästerskapen i landsvägscykling | Bergens flygplats | 11734/17 |

|  | 2017-06-12           | 2017-07-11           | Högnivåmöte | Alla inre gränser |          |
|  | 2017-06-12 kl. 00.00 | 2017-07-11 kl. 24.00 | G20-möte    | Alla inre gränser | 10186/17 |

|  | 2017-05-10           | 2017-05-30           | Högnivåmöte | Alla inre gränser |         |
|  | 2017-05-10 kl. 00.00 | 2017-05-30 kl. 24.00 | G7-möte     | Alla inre gränser | 8182/17 |

|  | 2017-05-10           | 2017-05-13           | Högnivåmöte    | Alla inre gränser |         |
|  | 2017-05-10 kl. 00.00 | 2017-05-13 kl. 24.00 | Besök av påven | Alla inre gränser | 7967/17 |

|  | 2017-04-07           | 2017-04-14           | Terrorism                    | Alla inre gränser |         |
|  | 2017-04-07 kl. 20.00 | 2017-04-14 kl. 24.00 | Terrordådet i Stockholm 2017 | Alla inre gränser | 8319/17 |

|  | 2017-01-21           | 2017-02-09           | Högnivåmöte                        | Alla inre gränser |         |
|  | 2017-01-21 kl. 00.00 | 2017-02-09 kl. 24.00 | Informellt möte i Europeiska rådet | Alla inre gränser | 5206/17 |

|  | 2016-07-27           | 2025-04-30           | Migration, terrorism                          | Alla inre gränser |           |
|  | 2016-07-27 kl. 00.00 | 2017-01-26 kl. 24.00 | Attentatet i Nice 2016                        | Alla inre gränser | 11514/16  |
|  | 2017-01-27 kl. 00.00 | 2017-07-15 kl. 24.00 | Terrorhot                                     | Alla inre gränser | 5055/17   |
|  | 2017-07-16 kl. 00.00 | 2017-10-31 kl. 24.00 | Terrorhot                                     | Alla inre gränser | 10365/17  |
|  | 2017-11-01 kl. 00.00 | 2018-04-30 kl. 24.00 | Terrorhot                                     | Alla inre gränser | 12933/17  |
|  | 2018-05-01 kl. 00.00 | 2018-10-31 kl. 24.00 | Terrorhot                                     | Alla inre gränser | 7718/18   |
|  | 2018-11-01 kl. 00.00 | 2019-04-30 kl. 24.00 | Terrorhot, högnivåmöten                       | Alla inre gränser | 12811/19  |
|  | 2019-05-01 kl. 00.00 | 2019-10-31 kl. 24.00 | Terrorhot, situationen vid de yttre gränserna | Alla inre gränser | 8221/19   |
|  | 2019-11-01 kl. 00.00 | 2020-04-30 kl. 24.00 | Terrorhot, situationen vid de yttre gränserna | Alla inre gränser | 12867/19  |
|  | 2020-05-01 kl. 00.00 | 2020-10-31 kl. 24.00 | Terrorhot                                     | Alla inre gränser | 7138/1/20 |
|  | 2020-11-01 kl. 00.00 | 2021-04-30 kl. 24.00 | Terrorhot, situationen vid de yttre gränserna | Alla inre gränser | 11479/20  |
|  | 2021-05-01 kl. 00.00 | 2021-10-31 kl. 24.00 | Terrorhot, situationen vid de yttre gränserna | Alla inre gränser | 7600/21   |
|  | 2021-11-01 kl. 00.00 | 2022-04-30 kl. 24.00 | Terrorhot, situationen vid de yttre gränserna | Alla inre gränser | 12472/21  |
|  | 2022-05-01 kl. 00.00 | 2022-10-31 kl. 24.00 | Terrorhot, situationen vid de yttre gränserna | Alla inre gränser | 7975/22   |
|  | 2022-11-01 kl. 00.00 | 2023-04-30 kl. 24.00 | Terrorhot, situationen vid de yttre gränserna | Alla inre gränser | 13398/22  |
|  | 2023-05-01 kl. 00.00 | 2023-10-31 kl. 24.00 | Terrorhot, situationen vid de yttre gränserna | Alla inre gränser | 8199/23   |
|  | 2023-11-01 kl. 00.00 | 2024-04-30 kl. 24.00 | Terrorhot, situationen vid de yttre gränserna | Alla inre gränser | 13763/23  |
|  | 2024-05-01 kl. 00.00 | 2024-10-31 kl. 24.00 | Terrorhot, situationen vid de yttre gränserna | Alla inre gränser | 8518/24   |
|  | 2024-11-01 kl. 00.00 | 2025-04-30 kl. 24.00 | Terrorhot, situationen vid de yttre gränserna | Alla inre gränser | 14427/24  |

|  | 2016-07-04           | 2016-08-02           | Högnivåmöte               | Alla inre gränser |         |
|  | 2016-07-04 kl. 00.00 | 2016-08-02 kl. 24.00 | Nato-möte, besök av påven | Alla inre gränser | 9991/16 |

|  | 2016-05-27           | 2016-07-26           | Nöjesevenemang                                         | Alla inre gränser |         |
|  | 2016-05-27 kl. 00.00 | 2016-07-26 kl. 24.00 | Europamästerskapet i fotboll 2016, Tour de France 2016 | Alla inre gränser | 9506/16 |

|  | 2016-02-23           | 2016-04-22           | Migration                                | Landgränsen mellan Västflandern och Frankrike |           |
|  | 2016-02-23 kl. 00.00 | 2016-03-03 kl. 24.00 | Rivning av tältläger i Calais, Frankrike | Landgränsen mellan Västflandern och Frankrike | 6490/1/16 |
|  | 2016-03-04 kl. 00.00 | 2016-03-23 kl. 24.00 | Rivning av tältläger i Calais, Frankrike | Landgränsen mellan Västflandern och Frankrike | 6490/1/16 |
|  | 2016-03-24 kl. 00.00 | 2016-04-12 kl. 24.00 | Rivning av tältläger i Calais, Frankrike | Landgränsen mellan Västflandern och Frankrike | 7351/1/16 |
|  | 2016-04-13 kl. 00.00 | 2016-04-22 kl. 24.00 | Rivning av tältläger i Calais, Frankrike | Landgränsen mellan Västflandern och Frankrike | 7873/16   |

|  | 2016-01-04           | 2025-05-11           | Migration, terrorism                             | Alla inre gränser med fokus på inre färjeförbindelser och landgränsen mot Tyskland               |          |
|  | 2016-01-04 kl. 12.00 | 2016-01-14 kl. 12.00 | Flyktingkrisen                                   | Alla inre gränser med fokus på inre färjeförbindelser och landgränsen mot Tyskland               | 5021/16  |
|  | 2016-01-14 kl. 12.00 | 2016-02-03 kl. 12.00 | Flyktingkrisen                                   | Alla inre gränser med fokus på inre färjeförbindelser och landgränsen mot Tyskland               | 5247/16  |
|  | 2016-02-03 kl. 12.00 | 2016-02-23 kl. 12.00 | Flyktingkrisen                                   | Alla inre gränser med fokus på inre färjeförbindelser och landgränsen mot Tyskland               | 5786/16  |
|  | 2016-02-23 kl. 12.00 | 2016-03-04 kl. 12.00 | Flyktingkrisen                                   | Alla inre gränser med fokus på inre färjeförbindelser och landgränsen mot Tyskland               | 6440/16  |
|  | 2016-03-04 kl. 12.00 | 2016-04-03 kl. 12.00 | Flyktingkrisen                                   | Alla inre gränser med fokus på inre färjeförbindelser och landgränsen mot Tyskland               | 6754/16  |
|  | 2016-04-03 kl. 12.00 | 2016-05-03 kl. 12.00 | Flyktingkrisen                                   | Alla inre gränser med fokus på inre färjeförbindelser och landgränsen mot Tyskland               | 7499/16  |
|  | 2016-05-03 kl. 12.00 | 2016-06-02 kl. 12.00 | Flyktingkrisen                                   | Alla inre gränser med fokus på inre färjeförbindelser och landgränsen mot Tyskland               | 8571/16  |
|  | 2016-06-02 kl. 12.00 | 2016-11-11 kl. 24.00 | Flyktingkrisen                                   | Inre färjeförbindelser och landgränsen mot Tyskland                                              | 9792/16  |
|  | 2016-11-12 kl. 00.00 | 2017-02-11 kl. 24.00 | Flyktingkrisen                                   | Inre färjeförbindelser och landgränsen mot Tyskland                                              | 14876/16 |
|  | 2017-02-12 kl. 00.00 | 2017-05-11 kl. 24.00 | Flyktingkrisen                                   | Inre färjeförbindelser och landgränsen mot Tyskland                                              | 6366/17  |
|  | 2017-05-12 kl. 00.00 | 2017-11-11 kl. 24.00 | Flyktingkrisen                                   | Inre färjeförbindelser och landgränsen mot Tyskland                                              | 9512/17  |
|  | 2017-11-12 kl. 00.00 | 2018-05-11 kl. 24.00 | Säkerhetssituationen i Europa                    | Alla inre gränser med fokus på inre färjeförbindelser och landgränsen mot Tyskland               | 13141/17 |
|  | 2018-05-12 kl. 00.00 | 2018-11-11 kl. 24.00 | Säkerhetssituationen i Europa                    | Alla inre gränser med fokus på inre färjeförbindelser och landgränsen mot Tyskland               | 8023/18  |
|  | 2018-11-12 kl. 00.00 | 2019-05-11 kl. 24.00 | Hot mot allmän ordning och inre säkerhet         | Alla inre gränser med fokus på inre färjeförbindelser och landgränsen mot Tyskland               | 13106/18 |
|  | 2019-05-12 kl. 00.00 | 2019-11-11 kl. 24.00 | Hot mot allmän ordning och inre säkerhet         | Alla inre gränser med fokus på inre färjeförbindelser och landgränsen mot Tyskland               | 8598/19  |
|  | 2019-11-12 kl. 00.00 | 2020-05-11 kl. 24.00 | Terrorhot, organiserad brottslighet från Sverige | Alla inre gränser med fokus på inre färjeförbindelser och landgränserna mot Sverige och Tyskland | 13009/19 |
|  | 2020-05-12 kl. 00.00 | 2020-11-11 kl. 24.00 | Terrorhot, organiserad brottslighet              | Alla inre gränser med fokus på inre färjeförbindelser och landgränserna mot Sverige och Tyskland | 7272/20  |
|  | 2020-11-12 kl. 00.00 | 2021-05-11 kl. 24.00 | Terrorhot, organiserad brottslighet              | Alla inre gränser                                                                                | 11833/20 |
|  | 2021-05-12 kl. 00.00 | 2021-10-24 kl. 24.00 | Terrorhot, organiserad brottslighet              | Alla inre gränser                                                                                | 7835/21  |
|  | 2021-10-25 kl. 00.00 | 2021-11-11 kl. 24.00 | Terrorhot, organiserad brottslighet              | Alla inre gränser med fokus på inre färjeförbindelser och landgränserna mot Sverige och Tyskland | 12874/21 |
|  | 2021-11-12 kl. 00.00 | 2022-05-11 kl. 24.00 | Terrorhot, organiserad brottslighet              | Alla inre gränser med fokus på inre färjeförbindelser och landgränserna mot Sverige och Tyskland | 12874/21 |
|  | 2022-05-12 kl. 00.00 | 2022-11-11 kl. 24.00 | Terrorhot, organiserad brottslighet              | Alla inre gränser med fokus på inre färjeförbindelser och landgränserna mot Sverige och Tyskland | 8228/22  |
|  | 2022-11-12 kl. 00.00 | 2023-05-11 kl. 24.00 | Terrorhot, organiserad brottslighet              | Alla inre gränser med fokus på inre färjeförbindelser och landgränserna mot Sverige och Tyskland | 13939/22 |
|  | 2023-05-12 kl. 00.00 | 2023-08-02 kl. 24.00 | Terrorhot, organiserad brottslighet              | Alla inre gränser med fokus på inre färjeförbindelser och landgränsen mot Tyskland               | 8320/23  |
|  | 2023-08-03 kl. 00.00 | 2023-08-10 kl. 24.00 | Terrorhot, organiserad brottslighet              | Alla inre gränser                                                                                | 8320/23  |
|  | 2023-08-11 kl. 00.00 | 2023-08-17 kl. 24.00 | Terrorhot, organiserad brottslighet              | Alla inre gränser                                                                                | 8320/23  |
|  | 2023-08-18 kl. 00.00 | 2023-08-22 kl. 24.00 | Terrorhot, organiserad brottslighet              | Alla inre gränser                                                                                | 8320/23  |
|  | 2023-08-23 kl. 00.00 | 2023-11-11 kl. 24.00 | Terrorhot, organiserad brottslighet              | Alla inre gränser med fokus på inre färjeförbindelser och landgränsen mot Tyskland               | 8320/23  |
|  | 2023-11-12 kl. 00.00 | 2024-05-11 kl. 24.00 | Terrorhot, organiserad brottslighet              | Alla inre gränser med fokus på inre färjeförbindelser och landgränsen mot Tyskland               | 14985/23 |
|  | 2024-05-12 kl. 00.00 | 2024-11-11 kl. 24.00 | Terrorhot, organiserad brottslighet              | Alla inre gränser med fokus på inre färjeförbindelser och landgränsen mot Tyskland               | 9445/24  |
|  | 2024-11-12 kl. 00.00 | 2025-05-11 kl. 24.00 | Terrorhot, organiserad brottslighet              | Alla inre gränser med fokus på inre färjeförbindelser och landgränsen mot Tyskland               | 14440/24 |

|  | 2015-12-14           | 2016-05-26           | Terrorism                           | Alla inre gränser |           |
|  | 2015-12-14 kl. 00.00 | 2016-02-26 kl. 24.00 | Terrordåden i Paris i november 2015 | Alla inre gränser | 15181/15  |
|  | 2016-02-27 kl. 00.00 | 2016-03-27 kl. 24.00 | Terrorhot                           | Alla inre gränser | 5981/16   |
|  | 2016-03-28 kl. 00.00 | 2016-04-26 kl. 24.00 | Terrorhot                           | Alla inre gränser | 7360/1/16 |
|  | 2016-04-27 kl. 00.00 | 2016-05-26 kl. 24.00 | Terrorhot                           | Alla inre gränser | 8217/16   |

|  | 2015-11-26           | 2025-05-11           | Migration, terrorism                             | Alla inre gränser                                                                   |          |
|  | 2015-11-26 kl. 08.00 | 2016-12-06 kl. 08.00 | Flyktingkrisen                                   | Alla inre gränser med fokus på inre färjeförbindelser                               | 14633/15 |
|  | 2015-12-07 kl. 08.00 | 2015-12-26 kl. 08.00 | Flyktingkrisen                                   | Alla inre gränser med fokus på inre färjeförbindelser                               | 14996/15 |
|  | 2015-12-26 kl. 08.00 | 2016-01-15 kl. 08.00 | Flyktingkrisen                                   | Alla inre gränser med fokus på inre färjeförbindelser                               | 15497/15 |
|  | 2016-01-15 kl. 08.00 | 2016-02-14 kl. 08.00 | Flyktingkrisen                                   | Alla inre gränser med fokus på inre färjeförbindelser                               | 5295/16  |
|  | 2016-02-14 kl. 08.00 | 2016-03-15 kl. 08.00 | Flyktingkrisen                                   | Alla inre gränser med fokus på inre färjeförbindelser                               | 6043/16  |
|  | 2016-03-15 kl. 08.00 | 2016-04-13 kl. 08.00 | Flyktingkrisen                                   | Alla inre gränser med fokus på inre färjeförbindelser                               | 7122/16  |
|  | 2016-04-13 kl. 08.00 | 2016-05-12 kl. 08.00 | Flyktingkrisen                                   | Alla inre gränser med fokus på inre färjeförbindelser                               | 7948/16  |
|  | 2016-05-12 kl. 08.00 | 2016-06-11 kl. 08.00 | Flyktingkrisen                                   | Alla inre gränser med fokus på inre färjeförbindelser                               | 8827/16  |
|  | 2016-06-11 kl. 08.00 | 2016-11-11 kl. 24.00 | Flyktingkrisen                                   | Färjeförbindelser till Danmark, Sverige och Tyskland                                | 10135/16 |
|  | 2016-11-12 kl. 00.00 | 2017-02-11 kl. 24.00 | Flyktingkrisen                                   | Färjeförbindelser till Danmark, Sverige och Tyskland                                | 14386/16 |
|  | 2017-02-12 kl. 00.00 | 2017-05-11 kl. 24.00 | Flyktingkrisen                                   | Färjeförbindelser till Danmark, Sverige och Tyskland                                | 6257/17  |
|  | 2017-05-11 kl. 00.00 | 2017-11-11 kl. 24.00 | Flyktingkrisen                                   | Färjeförbindelser till Danmark, Sverige och Tyskland                                | 9382/17  |
|  | 2017-11-12 kl. 00.00 | 2018-05-11 kl. 24.00 | Säkerhetssituationen i Europa                    | Färjeförbindelser till Danmark, Sverige och Tyskland                                | 13205/17 |
|  | 2018-05-12 kl. 00.00 | 2018-11-11 kl. 24.00 | Säkerhetssituationen i Europa                    | Alla inre gränser med fokus på färjeförbindelser till Danmark, Sverige och Tyskland | 7950/18  |
|  | 2018-11-12 kl. 00.00 | 2019-05-11 kl. 24.00 | Säkerhetssituationen i Europa                    | Alla inre gränser med fokus på färjeförbindelser till Danmark, Sverige och Tyskland | 13142/18 |
|  | 2019-05-12 kl. 00.00 | 2019-11-11 kl. 24.00 | Säkerhetssituationen i Europa                    | Alla inre gränser med fokus på färjeförbindelser till Danmark, Sverige och Tyskland | 8628/19  |
|  | 2019-11-12 kl. 00.00 | 2020-05-11 kl. 24.00 | Terrorhot, migration                             | Färjeförbindelser till Danmark, Sverige och Tyskland                                | 13065/19 |
|  | 2020-05-12 kl. 00.00 | 2020-11-11 kl. 24.00 | Terrorhot, migration                             | Färjeförbindelser till Danmark, Sverige och Tyskland                                | 7285/20  |
|  | 2020-11-12 kl. 00.00 | 2021-05-11 kl. 24.00 | Terrorhot, migration                             | Färjeförbindelser till Danmark, Sverige och Tyskland                                | 12565/20 |
|  | 2021-05-12 kl. 00.00 | 2021-11-11 kl. 24.00 | Terrorhot, migration                             | Färjeförbindelser till Danmark, Sverige och Tyskland                                | 7945/21  |
|  | 2021-11-12 kl. 00.00 | 2022-05-11 kl. 24.00 | Terrorhot, migration                             | Färjeförbindelser till Danmark, Sverige och Tyskland                                | 12843/21 |
|  | 2022-05-12 kl. 00.00 | 2022-11-11 kl. 24.00 | Terrorhot, migration                             | Färjeförbindelser inom Schengenområdet                                              | 8133/22  |
|  | 2022-11-12 kl. 00.00 | 2023-05-11 kl. 24.00 | Rysslands invasion av Ukraina                    | Färjeförbindelser inom Schengenområdet                                              | 13676/22 |
|  | 2023-05-12 kl. 00.00 | 2023-11-11 kl. 24.00 | Hot mot kritisk infrastruktur, hot från Ryssland | Färjeförbindelser inom Schengenområdet                                              | 8339/23  |
|  | 2023-11-12 kl. 00.00 | 2024-05-11 kl. 24.00 | Hot mot kritisk infrastruktur                    | Färjeförbindelser inom Schengenområdet                                              | 14245/23 |
|  | 2024-05-12 kl. 00.00 | 2024-11-11 kl. 24.00 | Hot mot kritisk infrastruktur                    | Färjeförbindelser inom Schengenområdet                                              | 9041/24  |
|  | 2024-11-11 kl. 00.00 | 2025-05-11 kl. 24.00 | Hot mot kritisk infrastruktur                    | Färjeförbindelser inom Schengenområdet                                              | 5933/25  |

|  | 2015-11-13           | 2015-12-13           | Högnivåmöte                | Alla inre land- och luftgränser |          |
|  | 2015-11-13 kl. 00.00 | 2015-12-13 kl. 24.00 | FN:s klimatkonferens COP21 | Alla inre land- och luftgränser | 13171/15 |

|  | 2015-11-12           | 2025-05-11           | Migration, terrorism                                | Alla inre gränser kan komma att omfattas                                   |          |
|  | 2015-11-12 kl. 12.00 | 2015-11-21 kl. 24.00 | Flyktingkrisen                                      | Alla inre gränser med fokus på hamnar i syd och väst, Öresundsförbindelsen | 14047/15 |
|  | 2015-11-22 kl. 00.00 | 2015-12-11 kl. 24.00 | Flyktingkrisen                                      | Alla inre gränser med fokus på hamnar i syd och väst, Öresundsförbindelsen | 14383/15 |
|  | 2015-12-12 kl. 00.00 | 2015-12-20 kl. 24.00 | Flyktingkrisen                                      | Alla inre gränser med fokus på hamnar i syd och väst, Öresundsförbindelsen | 15253/15 |
|  | 2015-12-21 kl. 00.00 | 2016-01-09 kl. 24.00 | Flyktingkrisen                                      | Alla inre gränser med fokus på hamnar i syd och väst, Öresundsförbindelsen | 15456/15 |
|  | 2016-01-10 kl. 00.00 | 2016-02-08 kl. 24.00 | Flyktingkrisen                                      | Alla inre gränser med fokus på hamnar i syd och väst, Öresundsförbindelsen | 5103/16  |
|  | 2016-02-08 kl. 00.00 | 2016-03-09 kl. 24.00 | Flyktingkrisen                                      | Alla inre gränser med fokus på hamnar i syd och väst, Öresundsförbindelsen | 5914/16  |
|  | 2016-03-10 kl. 00.00 | 2016-04-08 kl. 24.00 | Flyktingkrisen                                      | Alla inre gränser med fokus på hamnar i syd och väst, Öresundsförbindelsen | 6886/16  |
|  | 2016-04-09 kl. 00.00 | 2016-05-08 kl. 24.00 | Flyktingkrisen                                      | Alla inre gränser med fokus på hamnar i syd och väst, Öresundsförbindelsen | 7716/16  |
|  | 2016-05-09 kl. 00.00 | 2016-06-07 kl. 24.00 | Flyktingkrisen                                      | Alla inre gränser med fokus på hamnar i syd och väst, Öresundsförbindelsen | 8667/16  |
|  | 2016-06-08 kl. 00.00 | 2016-11-11 kl. 24.00 | Flyktingkrisen                                      | Hamnar i syd och väst, Öresundsförbindelsen                                | 9865/16  |
|  | 2016-11-12 kl. 00.00 | 2017-02-11 kl. 24.00 | Flyktingkrisen                                      | Hamnar i syd och väst, Öresundsförbindelsen                                | 14680/16 |
|  | 2017-02-12 kl. 00.00 | 2017-05-11 kl. 24.00 | Flyktingkrisen                                      | Hamnar i syd och väst, Öresundsförbindelsen                                | 6258/17  |
|  | 2017-05-12 kl. 00.00 | 2017-11-11 kl. 24.00 | Flyktingkrisen                                      | Hamnar i syd och väst, Öresundsförbindelsen                                | 9379/17  |
|  | 2017-11-12 kl. 00.00 | 2018-05-11 kl. 24.00 | Säkerhetssituationen i Europa                       | Hamnar i syd och väst, Öresundsförbindelsen                                | 13203/17 |
|  | 2018-05-12 kl. 00.00 | 2018-07-01 kl. 24.00 | Hot mot allmän ordning och inre säkerhet            | Hamnar i syd och väst, Öresundsförbindelsen                                | 8662/18  |
|  | 2018-07-02 kl. 00.00 | 2018-11-11 kl. 24.00 | Hot mot allmän ordning och inre säkerhet            | Alla inre gränser                                                          | 11433/18 |
|  | 2018-11-12 kl. 00.00 | 2019-02-11 kl. 24.00 | Hot mot allmän ordning och inre säkerhet            | Alla inre gränser                                                          | 14076/18 |
|  | 2019-02-12 kl. 00.00 | 2019-05-11 kl. 24.00 | Hot mot allmän ordning och inre säkerhet            | Alla inre gränser                                                          | 6312/19  |
|  | 2019-05-12 kl. 00.00 | 2019-11-11 kl. 24.00 | Hot mot allmän ordning och inre säkerhet            | Alla inre gränser kan komma att omfattas                                   | 9185/19  |
|  | 2019-11-12 kl. 00.00 | 2020-05-11 kl. 24.00 | Terrorhot, brister vid de yttre gränserna           | Alla inre gränser kan komma att omfattas                                   | 13704/19 |
|  | 2020-05-12 kl. 00.00 | 2020-11-11 kl. 24.00 | Terrorhot, brister vid de yttre gränserna           | Alla inre gränser kan komma att omfattas                                   | 7273/20  |
|  | 2020-11-12 kl. 00.00 | 2021-05-11 kl. 24.00 | Terrorhot, brister vid de yttre gränserna           | Alla inre gränser kan komma att omfattas                                   | 11719/20 |
|  | 2021-05-12 kl. 00.00 | 2021-11-11 kl. 24.00 | Terrorhot, brister vid de yttre gränserna           | Alla inre gränser kan komma att omfattas                                   | 7645/21  |
|  | 2021-11-12 kl. 00.00 | 2022-05-11 kl. 24.00 | Terrorhot, brister vid de yttre gränserna           | Alla inre gränser kan komma att omfattas                                   | 12808/21 |
|  | 2022-05-12 kl. 00.00 | 2022-11-11 kl. 24.00 | Terrorhot, brister vid de yttre gränserna           | Alla inre gränser kan komma att omfattas                                   | 8097/22  |
|  | 2022-11-12 kl. 00.00 | 2023-05-11 kl. 24.00 | Olaglig invandring, brister vid de yttre gränserna  | Alla inre gränser kan komma att omfattas                                   | 13593/22 |
|  | 2023-05-12 kl. 00.00 | 2023-11-11 kl. 24.00 | Terrorhot                                           | Alla inre gränser kan komma att omfattas                                   | 8234/23  |
|  | 2023-11-12 kl. 00.00 | 2024-05-11 kl. 24.00 | Terrorhot, hot mot allmän ordning och inre säkerhet | Alla inre gränser kan komma att omfattas                                   | 14086/23 |
|  | 2024-05-12 kl. 00.00 | 2024-11-11 kl. 24.00 | Terrorhot, hot mot allmän ordning och inre säkerhet | Alla inre gränser kan komma att omfattas                                   | 8904/24  |
|  | 2024-11-12 kl. 00.00 | 2025-05-11 kl. 24.00 | Terrorhot, hot mot allmän ordning och inre säkerhet | Alla inre gränser kan komma att omfattas                                   | 14256/24 |

|  | 2015-11-09           | 2015-12-31           | Högnivåmöte, terrorism                          | Alla inre gränser |          |
|  | 2015-11-09 kl. 00.00 | 2015-11-29 kl. 24.00 | Samväldets årliga regeringschefsmöte, terrorhot | Alla inre gränser | 14269/15 |
|  | 2015-11-30 kl. 00.00 | 2015-12-31 kl. 24.00 | Samväldets årliga regeringschefsmöte, terrorhot | Alla inre gränser | 14731/15 |

|  | 2015-10-17           | 2015-10-26           | Migration      | Landgränsen mot Slovenien |  |
|  | 2015-10-17 kl. 00.00 | 2015-10-26 kl. 24.00 | Flyktingkrisen | Landgränsen mot Slovenien |  |

|  | 2015-09-17           | 2015-10-16           | Migration      | Landgränsen mot Ungern |          |
|  | 2015-09-17 kl. 00.00 | 2015-09-26 kl. 24.00 | Flyktingkrisen | Landgränsen mot Ungern | 12111/15 |
|  | 2015-09-27 kl. 00.00 | 2015-10-16 kl. 24.00 | Flyktingkrisen | Landgränsen mot Ungern | 12418/15 |

|  | 2015-09-16           | 2025-05-11           | Migration, terrorism                                     | Landgränserna mot Slovenien och Ungern                                                    |           |
|  | 2015-09-16 kl. 00.00 | 2015-09-25 kl. 24.00 | Flyktingkrisen                                           | Alla inre gränser med fokus på landgränserna mot Italien, Slovakien, Slovenien och Ungern | 12110/15  |
|  | 2015-09-26 kl. 00.00 | 2015-10-15 kl. 24.00 | Flyktingkrisen                                           | Alla inre gränser med fokus på landgränserna mot Italien, Slovakien, Slovenien och Ungern | 12435/15  |
|  | 2015-10-16 kl. 00.00 | 2015-11-04 kl. 24.00 | Flyktingkrisen                                           | Alla inre gränser med fokus på landgränserna mot Italien, Slovakien, Slovenien och Ungern | 13127/15  |
|  | 2015-11-05 kl. 00.00 | 2015-11-15 kl. 24.00 | Flyktingkrisen                                           | Alla inre gränser med fokus på landgränserna mot Italien, Slovakien, Slovenien och Ungern | 13726/15  |
|  | 2015-11-16 kl. 00.00 | 2016-02-15 kl. 24.00 | Flyktingkrisen                                           | Alla inre gränser med fokus på landgränserna mot Italien, Slovenien och Ungern            | 14211/15  |
|  | 2016-02-16 kl. 00.00 | 2016-03-15 kl. 24.00 | Flyktingkrisen                                           | Alla inre gränser med fokus på landgränserna mot Italien, Slovenien och Ungern            | 6071/16   |
|  | 2016-03-16 kl. 00.00 | 2016-05-15 kl. 24.00 | Flyktingkrisen                                           | Alla inre gränser med fokus på landgränserna mot Italien, Slovenien och Ungern            | 7136/16   |
|  | 2016-05-16 kl. 00.00 | 2016-11-11 kl. 24.00 | Flyktingkrisen                                           | Landgränserna mot Slovenien och Ungern                                                    | 8947/1/16 |
|  | 2016-11-12 kl. 00.00 | 2017-02-11 kl. 24.00 | Flyktingkrisen                                           | Landgränserna mot Slovenien och Ungern                                                    | 14879/16  |
|  | 2017-02-12 kl. 00.00 | 2017-05-11 kl. 24.00 | Flyktingkrisen                                           | Landgränserna mot Slovenien och Ungern                                                    | 6252/17   |
|  | 2017-05-12 kl. 00.00 | 2017-11-11 kl. 24.00 | Flyktingkrisen                                           | Landgränserna mot Slovenien och Ungern                                                    | 9147/17   |
|  | 2017-11-12 kl. 00.00 | 2018-05-11 kl. 24.00 | Säkerhetssituationen i Europa                            | Landgränserna mot Slovenien och Ungern                                                    | 13207/17  |
|  | 2018-05-12 kl. 00.00 | 2018-11-11 kl. 24.00 | Säkerhetssituationen i Europa                            | Landgränserna mot Slovenien och Ungern                                                    | 7832/1/18 |
|  | 2018-11-12 kl. 00.00 | 2019-05-11 kl. 24.00 | Säkerhetssituationen i Europa                            | Landgränserna mot Slovenien och Ungern                                                    | 13049/18  |
|  | 2019-05-12 kl. 00.00 | 2019-11-11 kl. 24.00 | Migration, säkerhetssituationen i Europa                 | Landgränserna mot Slovenien och Ungern                                                    | 8518/19   |
|  | 2019-11-12 kl. 00.00 | 2020-05-11 kl. 24.00 | Terrorhot, migration, situationen vid de yttre gränserna | Landgränserna mot Slovenien och Ungern                                                    | 13018/19  |
|  | 2020-05-12 kl. 00.00 | 2020-11-11 kl. 24.00 | Terrorhot, migration, situationen vid de yttre gränserna | Landgränserna mot Slovenien och Ungern                                                    | 7392/20   |
|  | 2020-11-12 kl. 00.00 | 2021-05-11 kl. 24.00 | Terrorhot, migration, situationen vid de yttre gränserna | Landgränserna mot Slovenien och Ungern                                                    | 11881/20  |
|  | 2021-05-12 kl. 00.00 | 2021-11-11 kl. 24.00 | Terrorhot, migration, situationen vid de yttre gränserna | Landgränserna mot Slovenien och Ungern                                                    | 7785/21   |
|  | 2021-11-12 kl. 00.00 | 2022-05-11 kl. 24.00 | Terrorhot, migration, situationen vid de yttre gränserna | Landgränserna mot Slovenien och Ungern                                                    | 12907/21  |
|  | 2022-05-12 kl. 00.00 | 2022-11-11 kl. 24.00 | Migration, situationen vid de yttre gränserna            | Landgränserna mot Slovenien och Ungern                                                    | 8274/22   |
|  | 2022-11-12 kl. 00.00 | 2023-05-11 kl. 24.00 | Migration, situationen vid de yttre gränserna            | Landgränserna mot Slovenien och Ungern                                                    | 13679/22  |
|  | 2023-05-12 kl. 00.00 | 2023-11-11 kl. 24.00 | Migration, situationen vid de yttre gränserna            | Landgränserna mot Slovenien och Ungern                                                    | 8266/23   |
|  | 2023-11-12 kl. 00.00 | 2024-05-11 kl. 24.00 | Migration, situationen vid de yttre gränserna            | Landgränserna mot Slovenien och Ungern                                                    | 14107/23  |
|  | 2024-05-12 kl. 00.00 | 2024-11-11 kl. 24.00 | Migration, situationen vid de yttre gränserna            | Landgränserna mot Slovenien och Ungern                                                    | 9037/24   |
|  | 2024-11-12 kl. 00.00 | 2025-05-11 kl. 24.00 | Migration, situationen vid de yttre gränserna            | Landgränserna mot Slovenien och Ungern                                                    | 15536/24  |

|  | 2015-09-13           | 2025-09-15           | Migration                                     | Landgränsen mot Österrike                                |          |
|  | 2015-09-13 kl. 00.00 | 2015-09-22 kl. 24.00 | Flyktingkrisen                                | Alla inre gränser med fokus på landgränsen mot Österrike | 11986/15 |
|  | 2015-09-23 kl. 00.00 | 2015-10-12 kl. 24.00 | Flyktingkrisen                                | Alla inre gränser med fokus på landgränsen mot Österrike | 12984/15 |
|  | 2015-10-13 kl. 00.00 | 2015-11-01 kl. 24.00 | Flyktingkrisen                                | Alla inre gränser med fokus på landgränsen mot Österrike | 12985/15 |
|  | 2015-11-02 kl. 00.00 | 2015-11-12 kl. 24.00 | Flyktingkrisen                                | Alla inre gränser med fokus på landgränsen mot Österrike | 13569/15 |
|  | 2015-11-13 kl. 00.00 | 2016-02-12 kl. 24.00 | Flyktingkrisen                                | Alla inre gränser med fokus på landgränsen mot Österrike | 13569/15 |
|  | 2016-02-13 kl. 00.00 | 2016-05-12 kl. 24.00 | Flyktingkrisen                                | Alla inre gränser med fokus på landgränsen mot Österrike | 6048/16  |
|  | 2016-05-13 kl. 00.00 | 2016-11-11 kl. 24.00 | Flyktingkrisen                                | Landgränsen mot Österrike                                | 8930/16  |
|  | 2016-11-12 kl. 00.00 | 2017-02-11 kl. 24.00 | Flyktingkrisen                                | Landgränsen mot Österrike                                | 14880/16 |
|  | 2017-02-12 kl. 00.00 | 2017-05-11 kl. 24.00 | Flyktingkrisen                                | Landgränsen mot Österrike                                | 6255/17  |
|  | 2017-05-12 kl. 00.00 | 2017-11-11 kl. 24.00 | Flyktingkrisen                                | Landgränsen mot Österrike                                | 9145/17  |
|  | 2017-11-12 kl. 00.00 | 2018-05-11 kl. 24.00 | Säkerhetssituationen i Europa                 | Landgränsen mot Österrike och flyg från Grekland         | 13142/17 |
|  | 2018-05-12 kl. 00.00 | 2018-11-11 kl. 24.00 | Säkerhetssituationen i Europa                 | Landgränsen mot Österrike                                | 7944/18  |
|  | 2018-11-12 kl. 00.00 | 2019-05-11 kl. 24.00 | Säkerhetssituationen i Europa                 | Landgränsen mot Österrike                                | 13155/18 |
|  | 2019-05-12 kl. 00.00 | 2019-11-11 kl. 24.00 | Migration, säkerhetssituationen i Europa      | Landgränsen mot Österrike                                | 8680/19  |
|  | 2019-11-12 kl. 00.00 | 2020-05-11 kl. 24.00 | Migration, situationen vid de yttre gränserna | Landgränsen mot Österrike                                | 13007/19 |
|  | 2020-05-12 kl. 00.00 | 2020-11-11 kl. 24.00 | Migration, situationen vid de yttre gränserna | Landgränsen mot Österrike                                | 7340/20  |
|  | 2020-11-12 kl. 00.00 | 2021-05-11 kl. 24.00 | Migration, situationen vid de yttre gränserna | Landgränsen mot Österrike                                | 11997/20 |
|  | 2021-05-12 kl. 00.00 | 2021-11-11 kl. 24.00 | Migration, situationen vid de yttre gränserna | Landgränsen mot Österrike                                | 7860/21  |
|  | 2021-11-12 kl. 00.00 | 2022-05-11 kl. 24.00 | Migration, situationen vid de yttre gränserna | Landgränsen mot Österrike                                | 12919/21 |
|  | 2022-05-12 kl. 00.00 | 2022-11-11 kl. 24.00 | Migration, situationen vid de yttre gränserna | Landgränsen mot Österrike                                | 8481/22  |
|  | 2022-11-12 kl. 00.00 | 2023-05-11 kl. 24.00 | Migration, situationen vid de yttre gränserna | Landgränsen mot Österrike                                | 13902/22 |
|  | 2023-05-12 kl. 00.00 | 2023-11-11 kl. 24.00 | Migration, situationen vid de yttre gränserna | Landgränsen mot Österrike                                | 8294/23  |
|  | 2023-11-12 kl. 00.00 | 2024-05-11 kl. 24.00 | Migration, situationen vid de yttre gränserna | Landgränsen mot Österrike                                | 14338/23 |
|  | 2024-05-12 kl. 00.00 | 2024-11-11 kl. 24.00 | Migration, situationen vid de yttre gränserna | Landgränsen mot Österrike                                | 9443/24  |
|  | 2024-11-12 kl. 00.00 | 2025-03-15 kl. 24.00 | Migration, situationen vid de yttre gränserna | Landgränsen mot Österrike                                | 14616/24 |
|  | 2025-03-16 kl. 00.00 | 2025-09-15 kl. 24.00 | Migration, situationen vid de yttre gränserna | Landgränsen mot Österrike                                | 6256/25  |

|  | 2015-05-26           | 2015-06-15           | Högnivåmöte | Alla inre gränser |         |
|  | 2015-05-26 kl. 00.00 | 2015-06-15 kl. 24.00 | G7-möte     | Alla inre gränser | 8323/15 |

|  | 2014-08-31           | 2014-09-03           | Högnivåmöte              | Alla inre gränser |          |
|  | 2014-08-31 kl. 14.00 | 2014-09-03 kl. 24.00 | Besök av USA:s president | Alla inre gränser | 12668/14 |

|  | 2014-07-24           | 2014-07-31           | Terrorism | Alla inre gränser |          |
|  | 2014-07-24 kl. 00.00 | 2014-07-31 kl. 18.00 | Terrorhot | Alla inre gränser | 12354/14 |

|  | 2014-06-01           | 2014-06-06           | Högnivåmöte | Alla inre gränser |         |
|  | 2014-06-01 kl. 00.00 | 2014-06-06 kl. 24.00 | G7-möte     | Alla inre gränser | 9737/14 |

|  | 2014-03-14           | 2014-03-28           | Högnivåmöte                        | Alla gränser mot Belgien och Tyskland |           |
|  | 2014-03-14 kl. 00.00 | 2014-03-28 kl. 24.00 | 2014 års möte om kärnvapensäkerhet | Alla gränser mot Belgien och Tyskland | 6289/1/14 |

|  | 2013-11-08           | 2013-11-23           | Högnivåmöte       | Alla inre gränser |          |
|  | 2013-11-08 kl. 00.00 | 2013-11-23 kl. 24.00 | Möten inom UNFCCC | Alla inre gränser | 15287/13 |

|  | 2012-12-03           | 2012-12-12           | Nöjesevenemang                  | Alla inre gränser |            |
|  | 2012-12-03 kl. 00.00 | 2012-12-12 kl. 24.00 | Utdelningen av Nobels fredspris | Alla inre gränser | 17147/1/12 |

|  | 2012-06-04           | 2012-07-01           | Nöjesevenemang                    | Alla inre gränser |         |
|  | 2012-06-04 kl. 00.00 | 2012-07-01 kl. 24.00 | Europamästerskapet i fotboll 2012 | Alla inre gränser | 9686/12 |

|  | 2012-04-28           | 2012-05-04           | Högnivåmöte                       | Alla inre gränser |         |
|  | 2012-04-28 kl. 00.00 | 2012-05-04 kl. 24.00 | ECB-direktionens möte i Barcelona | Alla inre gränser | 9068/12 |

|  | 2011-10-24           | 2011-11-05           | Högnivåmöte | Delar av landgränsen mot Italien |          |
|  | 2011-10-24 kl. 00.00 | 2011-11-05 kl. 24.00 | G20-möte    | Delar av landgränsen mot Italien | 15227/11 |

|  | 2011-07-22           | 2011-07-23           | Terrorism                     | Alla inre gränser |          |
|  | 2011-07-22 kl. 23.00 | 2011-07-23 kl. 09.00 | Terrorattentaten i Norge 2011 | Alla inre gränser | 13292/11 |

|  | 2011-07-22           | 2011-07-25           | Terrorism                     | Alla inre gränser |          |
|  | 2011-07-22 kl. 17.23 | 2011-07-25 kl. 17.00 | Terrorattentaten i Norge 2011 | Alla inre gränser | 13293/11 |

|  | 2011-06-04           | 2011-06-09           | Högnivåmöte          | Alla inre gränser |          |
|  | 2011-06-04 kl. 00.00 | 2011-06-09 kl. 24.00 | World Economic Forum | Alla inre gränser | 10388/11 |

|  | 2010-11-16           | 2010-11-20           | Högnivåmöte | Alla inre gränser |          |
|  | 2010-11-16 kl. 00.00 | 2010-11-20 kl. 24.00 | Nato-möte   | Alla inre gränser | 15846/10 |

|  | 2010-05-28           | 2010-06-02           | Högnivåmöte                          | Delar av landgränsen mot Italien |         |
|  | 2010-05-28 kl. 20.00 | 2010-06-02 kl. 20.00 | Toppmöte mellan Frankrike och Afrika | Delar av landgränsen mot Italien | 8584/10 |

|  | 2010-05-24           | 2010-06-01           | Högnivåmöte | Alla inre gränser |         |
|  | 2010-05-24 kl. 09.00 | 2010-06-01 kl. 18.00 | Nato-möte   | Alla inre gränser | 9190/10 |

|  | 2010-04-17           | 2010-04-23           | Högnivåmöte | Alla inre gränser |         |
|  | 2010-04-17 kl. 21.00 | 2010-04-23 kl. 21.00 | Nato-möte   | Alla inre gränser | 8580/10 |

|  | 2010-04-05           | 2010-04-18           | Högnivåmöte    | Alla inre gränser |         |
|  | 2010-04-05 kl. 00.00 | 2010-04-18 kl. 24.00 | Besök av påven | Alla inre gränser | 7899/10 |

|  | 2009-12-01           | 2009-12-18           | Högnivåmöte                | Alla inre gränser |          |
|  | 2009-12-01 kl. 00.00 | 2009-12-18 kl. 24.00 | FN:s klimatkonferens COP15 | Alla inre gränser | 16280/09 |

|  | 2009-11-26           | 2009-12-12           | Nöjesevenemang                  | Alla inre gränser |          |
|  | 2009-11-26 kl. 00.00 | 2009-12-12 kl. 24.00 | Utdelningen av Nobels fredspris | Alla inre gränser | 16911/09 |

|  | 2009-09-26           | 2009-09-27           | Demonstration m.m.     | Delar av gränserna mot Spanien |          |
|  | 2009-09-26 kl. 13.00 | 2009-09-27 kl. 20.00 | 50-årsjubileum för Eta | Delar av gränserna mot Spanien | 13979/09 |

|  | 2009-09-26           | 2009-09-27           | Demonstration m.m.     | Delar av gränserna mot Frankrike |          |
|  | 2009-09-26 kl. 00.00 | 2009-09-27 kl. 24.00 | 50-årsjubileum för Eta | Delar av gränserna mot Frankrike | 13913/09 |

|  | 2009-09-19           | 2009-09-19           | Demonstration m.m.                  | Delar av gränserna mot Spanien |          |
|  | 2009-09-19 kl. 13.00 | 2009-09-19 kl. 20.00 | Demonstration av Batasuna i Bayonne | Delar av gränserna mot Spanien | 13613/09 |

|  | 2009-06-28           | 2009-07-15           | Högnivåmöte | Alla inre gränser |          |
|  | 2009-06-28 kl. 00.00 | 2009-07-15 kl. 24.00 | G8-möte     | Alla inre gränser | 11380/09 |

|  | 2009-03-30           | 2009-04-05           | Högnivåmöte | Land- och luftgränser mot Belgien, Italien, Luxemburg, Schweiz, Spanien och Tyskland |         |
|  | 2009-03-30 kl. 00.00 | 2009-04-05 kl. 24.00 | Nato-möte   | Land- och luftgränser mot Belgien, Italien, Luxemburg, Schweiz, Spanien och Tyskland | 7501/09 |

|  | 2009-03-20           | 2009-04-05           | Högnivåmöte | Alla inre gränser |         |
|  | 2009-03-20 kl. 00.00 | 2009-04-05 kl. 24.00 | Nato-möte   | Alla inre gränser | 7725/09 |

|  | 2009-03-05           | 2009-03-07           | Organiserad brottslighet | Keflavíks flygplats |         |
|  | 2009-03-05 kl. 00.00 | 2009-03-07 kl. 24.00 | Besök av Hells Angels    | Keflavíks flygplats | 7421/09 |

|  | 2008-11-24           | 2008-12-05           | Högnivåmöte | Alla inre gränser med fokus på vissa flygplatser och hamnar                              |         |
|  | 2008-11-24 kl. 00.00 | 2008-12-05 kl. 24.00 | OSSE-möte   | Alla inre gränser med fokus på Helsingfors-Vanda flygplats, hamnar i Helsingfors och Åbo | 5227/09 |

|  | 2008-09-27           | 2008-09-27           | Demonstration m.m.                  | Delar av landgränsen mot Spanien |          |
|  | 2008-09-27 kl. 08.00 | 2008-09-27 kl. 20.00 | Demonstration av Batasuna i Bayonne | Delar av landgränsen mot Spanien | 13603/08 |

|  | 2008-06-02           | 2008-07-01           | Nöjesevenemang                    | Alla inre gränser |          |
|  | 2008-06-02 kl. 00.00 | 2008-07-01 kl. 24.00 | Europamästerskapet i fotboll 2008 | Alla inre gränser | 10172/08 |

|  | 2007-11-02           | 2007-11-03           | Organiserad brottslighet | Keflavíks flygplats |         |
|  | 2007-11-02 kl. 10.05 | 2007-11-03 kl. 22.50 | Besök av Hells Angels    | Keflavíks flygplats | 5140/08 |

|  | 2007-05-25           | 2007-06-09           | Högnivåmöte | Alla inre gränser |          |
|  | 2007-05-25 kl. 00.00 | 2007-06-09 kl. 24.00 | G8-möte     | Alla inre gränser | 10992/08 |

|  | 2007-02-12           | 2007-02-16           | Högnivåmöte                          | Delar av landgränsen mot Italien |         |
|  | 2007-02-12 kl. 20.00 | 2007-02-16 kl. 20.00 | Toppmöte mellan Frankrike och Afrika | Delar av landgränsen mot Italien | 6084/07 |

|  | 2006-11-13           | 2006-11-29           | Högnivåmöte  | Alla inre gränser med fokus på vissa flygplatser och hamnar                                                                                     |          |
|  | 2006-11-13 kl. 00.00 | 2006-11-29 kl. 24.00 | Euromed-möte | Alla inre gränser med fokus på Helsingfors-Vanda flygplats, Åbo flygplats och Tammerfors-Birkala flygplats, hamnar i Helsingfors, Åbo och Hangö | 15332/06 |

|  | 2006-10-21           | 2006-10-21           | Demonstration m.m.      | Delar av landgränsen mot Spanien |          |
|  | 2006-10-21 kl. 08.00 | 2006-10-21 kl. 20.00 | Demonstration i Bayonne | Delar av landgränsen mot Spanien | 14285/06 |

|  | 2006‑10‑09           | 2006‑10‑21           | Högnivåmöte                        | Alla inre gränser |          |
|  | 2006‑10‑09 kl. 00.00 | 2006‑10‑21 kl. 24.00 | Informellt möte i Europeiska rådet | Alla inre gränser | 13837/06 |

|  | 2006‑08-25           | 2006‑09-12           | Högnivåmöte | Alla inre gränser |          |
|  | 2006‑08-25 kl. 00.00 | 2006‑09-12 kl. 24.00 | ASEM-möte   | Alla inre gränser | 12349/06 |

|  | 2006-06-01           | 2006-07-10           | Nöjesevenemang                    | Alla inre gränser |         |
|  | 2006-06-01 kl. 00.00 | 2006-07-10 kl. 24.00 | Världsmästerskapet i fotboll 2006 | Alla inre gränser | 8543/06 |

|  | 2006-05-09           | 2006-05-12           | Högnivåmöte                    | Delar av landgränsen mot Italien |         |
|  | 2006-05-09 kl. 20.00 | 2006-05-12 kl. 20.00 | Konferens för inrikesministrar | Delar av landgränsen mot Italien | 9119/06 |

|  | 2006-02-25           | 2006-02-25           | Demonstration m.m.                   | Delar av landgränsen mot Frankrike |         |
|  | 2006-02-25 kl. 10.00 | 2006-02-25 kl. 22.00 | Demonstration av Batasuna i Cibourne | Delar av landgränsen mot Frankrike | 6825/06 |

|  | 2005-11-25           | 2005-11-28           | Högnivåmöte  | Delar av landgränsen mot Frankrike |          |
|  | 2005-11-25 kl. 00.00 | 2005-11-28 kl. 24.00 | Euromed-möte | Delar av landgränsen mot Frankrike | 14823/05 |

|  | 2005-07-24           | 2005-08-14           | Nöjesevenemang                      | Alla inre gränser |          |
|  | 2005-07-24 kl. 00.00 | 2005-08-14 kl. 24.00 | Världsmästerskapen i friidrott 2005 | Alla inre gränser | 11431/05 |

|  | 2005-07-09           | 2006-02-28           | Terrorism                              | Alla gränser mot Italien, Spanien och Tyskland |          |
|  | 2005-07-09 kl. 08.00 | 2005-08-08 kl. 24.00 | Bombdåden i London 2005                | Alla gränser mot Italien, Spanien och Tyskland | 11098/05 |
|  | 2005-08-09 kl. 00.00 | 2005-09-08 kl. 24.00 | Terrorhot                              | Alla gränser mot Italien, Spanien och Tyskland | 11909/05 |
|  | 2005-09-09 kl. 00.00 | 2005-10-08 kl. 24.00 | Terrorhot                              | Alla gränser mot Italien, Spanien och Tyskland | 12052/05 |
|  | 2005-10-09 kl. 00.00 | 2005-11-08 kl. 24.00 | Terrorhot                              | Alla gränser mot Italien, Spanien och Tyskland | 13124/05 |
|  | 2005-11-09 kl. 00.00 | 2005-12-08 kl. 24.00 | Terrorhot                              | Alla gränser mot Italien, Spanien och Tyskland | 14139/05 |
|  | 2005-12-09 kl. 00.00 | 2006-01-08 kl. 24.00 | Terrorhot                              | Alla gränser mot Italien, Spanien och Tyskland | 15239/05 |
|  | 2006-01-09 kl. 00.00 | 2006-02-08 kl. 24.00 | Terrorhot                              | Alla gränser mot Italien, Spanien och Tyskland | 5148/06  |
|  | 2006-02-09 kl. 00.00 | 2006-02-28 kl. 24.00 | Terrorhot, Olympiska vinterspelen 2006 | Alla gränser mot Italien                       | 6055/06  |

|  | 2005-02-07           | 2005-02-10           | Högnivåmöte | Delar av landgränsen mot Italien |           |
|  | 2005-02-07 kl. 08.00 | 2005-02-10 kl. 20.00 | Nato-möte   | Delar av landgränsen mot Italien | 6185/1/05 |

|  | 2005-02-05           | 2005-02-05           | Demonstration m.m.                  | Alla gränser mot Spanien |           |
|  | 2005-02-05 kl. 11.00 | 2005-02-05 kl. 20.00 | Demonstration av Batasuna i Bayonne | Alla gränser mot Spanien | 6185/1/05 |

|  | 2004-06-01           | 2004-06-08           | Nöjesevenemang                            | Landgränserna mot Italien, Spanien och Tyskland |          |
|  | 2004-06-01 kl. 00.00 | 2004-06-08 kl. 24.00 | 60-årsdagen av landstigningen i Normandie | Landgränserna mot Italien, Spanien och Tyskland | 10071/04 |

|  | 2004-05-26           | 2004-07-04           | Nöjesevenemang                    | Alla inre gränser |         |
|  | 2004-05-26 kl. 00.00 | 2004-07-04 kl. 24.00 | Europamästerskapet i fotboll 2004 | Alla inre gränser | 9804/04 |

|  | 2004-05-15           | 2004-05-24           | Högnivåmöte      | Alla inre gränser |         |
|  | 2004-05-15 kl. 00.00 | 2004-05-24 kl. 24.00 | Kungligt bröllop | Alla inre gränser | 9181/04 |

|  | 2003-12-20           | 2004-01-07           | Nöjesevenemang | Alla inre gränser i Lleida |          |
|  | 2003-12-20 kl. 00.00 | 2004-01-07 kl. 24.00 | Julfirande     | Alla inre gränser i Lleida | 16286/03 |

|  | 2003-05-28           | 2003-06-04           | Högnivåmöte | Madrid-Barajas flygplats, delar av landgränsen mot Frankrike |         |
|  | 2003-05-28 kl. 00.15 | 2003-06-04 kl. 23.30 | Nato-möte   | Madrid-Barajas flygplats, delar av landgränsen mot Frankrike | 9932/03 |

|  | 2003-05-22           | 2003-06-03           | Högnivåmöte | Alla gränser mot Belgien, Italien, Luxemburg, Spanien och Tyskland |         |
|  | 2003-05-22 kl. 00.00 | 2003-06-03 kl. 24.00 | G8-möte     | Alla gränser mot Belgien, Italien, Luxemburg, Spanien och Tyskland | 9537/03 |

|  | 2002-12-20           | 2003-01-07           | Nöjesevenemang | Alla inre gränser i Lleida |          |
|  | 2002-12-20 kl. 00.00 | 2003-01-07 kl. 24.00 | Julfirande     | Alla inre gränser i Lleida | 15901/02 |

|  | 2002-12-06           | 2002-12-14           | Högnivåmöte                            | Alla inre gränser |          |
|  | 2002-12-06 kl. 00.00 | 2002-12-14 kl. 24.00 | Europeiska rådets toppmöte i Köpenhamn | Alla inre gränser | 14766/02 |

|  | 2002-12-06           | 2002-12-14           | Högnivåmöte                            | Alla inre gränser i Skåne |          |
|  | 2002-12-06 kl. 00.00 | 2002-12-14 kl. 24.00 | Europeiska rådets toppmöte i Köpenhamn | Alla inre gränser i Skåne | 15376/02 |

|  | 2002-11-01           | 2002-11-10           | Högnivåmöte           | Alla gränser mot Italien |          |
|  | 2002-11-01 kl. 00.30 | 2002-11-10 kl. 23.30 | European Social Forum | Alla gränser mot Italien | 13664/02 |

|  | 2002-11-01           | 2002-11-10           | Högnivåmöte           | Alla inre gränser |          |
|  | 2002-11-01 kl. 00.00 | 2002-11-10 kl. 24.00 | European Social Forum | Alla inre gränser | 13470/02 |

|  | 2002-10-19           | 2002-10-19           | Demonstration m.m.                  | Landgränsen mot Spanien |          |
|  | 2002-10-19 kl. 00.00 | 2002-10-19 kl. 24.00 | Demonstration av Batasuna i Bayonne | Landgränsen mot Spanien | 13333/02 |

|  | 2002-09-09           | 2002-09-17           | Högnivåmöte              | Salzburgs flygplats, alla gränser mot Italien och Tyskland |          |
|  | 2002-09-09 kl. 00.00 | 2002-09-17 kl. 24.00 | European Economic Summit | Salzburgs flygplats, alla gränser mot Italien och Tyskland | 11720/02 |

|  | 2002-06-15           | 2002-06-27           | Högnivåmöte               | Alla inre gränser i sydöstra Norge |          |
|  | 2002-06-15 kl. 00.00 | 2002-06-27 kl. 24.00 | Världsbankens möte i Oslo | Alla inre gränser i sydöstra Norge | 10057/02 |

|  | 2002-06-14           | 2002-06-22           | Högnivåmöte                                              | Landgränserna mot Frankrike och Portugal, Madrid-Barajas flygplats, Sevillas flygplats och Málagas flygplats |          |
|  | 2002-06-14 kl. 00.15 | 2002-06-22 kl. 23.30 | Europeiska rådets toppmöte i Sevilla, andra högnivåmöten | Landgränserna mot Frankrike och Portugal, Madrid-Barajas flygplats, Sevillas flygplats och Málagas flygplats | 10080/02 |

|  | 2002-06-07           | 2002-06-16           | Högnivåmöte              | Keflavíks flygplats |         |
|  | 2002-06-07 kl. 20.00 | 2002-06-16 kl. 24.00 | Besök av Kinas president | Keflavíks flygplats | 9800/02 |

|  | 2002-05-07           | 2002-05-16           | Högnivåmöte | Keflavíks flygplats |         |
|  | 2002-05-07 kl. 00.00 | 2002-05-16 kl. 12.00 | Nato-möte   | Keflavíks flygplats | 8662/02 |

|  | 2002-03-21           | 2002-03-23           | Högnivåmöte                               | Delar av landgränsen mot Frankrike |         |
|  | 2002-03-21 kl. 00.00 | 2002-03-23 kl. 24.00 | Informellt möte i Europeiska unionens råd | Delar av landgränsen mot Frankrike | 7315/02 |

|  | 2002-03-09           | 2002-03-17           | Högnivåmöte                            | Vissa inre gränser i Katalonien                                              |         |
|  | 2002-03-09 kl. 00.00 | 2002-03-17 kl. 24.00 | Europeiska rådets toppmöte i Barcelona | Barcelona-El Prats flygplats, vissa andra gränsövergångsställen i Katalonien | 6945/02 |

|  | 2002-03-07           | 2002-03-13           | Högnivåmöte              | Alla gränser mot Italien och Tyskland, diverse flygplatser |         |
|  | 2002-03-07 kl. 00.00 | 2002-03-13 kl. 12.00 | Besök av Irans president | Alla gränser mot Italien och Tyskland, diverse flygplatser | 6894/02 |

|  | 2002-02-01           | 2002-02-01           | Internationell brottslighet | Keflavíks flygplats |         |
|  | 2002-02-01 kl. 00.00 | 2002-02-01 kl. 24.00 | Internationell brottslighet | Keflavíks flygplats | 5999/02 |

|  | 2002-01-30           | 2002-02-03           | Högnivåmöte                                | Vissa inre gränser i Katalonien                                              |         |
|  | 2002-01-30 kl. 00.00 | 2002-02-03 kl. 24.00 | Ordförandeskapet i Europeiska unionens råd | Barcelona-El Prats flygplats, vissa andra gränsövergångsställen i Katalonien | 5747/02 |

|  | 2001-12-20           | 2002-01-07           | Nöjesevenemang | Alla inre gränser i Lleida |          |
|  | 2001-12-20 kl. 00.00 | 2002-01-07 kl. 24.00 | Julfirande     | Alla inre gränser i Lleida | 15513/01 |

|  | 2001-12-05           | 2001-12-12           | Nöjesevenemang                  | Alla inre gränser |          |
|  | 2001-12-05 kl. 00.00 | 2001-12-12 kl. 24.00 | Utdelningen av Nobels fredspris | Alla inre gränser | 15001/01 |

|  | 2001-12-03           | 2002-02-01           | Internationell brottslighet   | Alla gränser mot Belgien, Frankrike och Tyskland |          |
|  | 2001-12-03 kl. 00.00 | 2002-02-01 kl. 24.00 | Attacker mot värdetransporter | Alla gränser mot Belgien, Frankrike och Tyskland | 14921/01 |

|  | 2001-07-14           | 2001-07-21           | Högnivåmöte | Alla inre gränser |          |
|  | 2001-07-14 kl. 00.00 | 2001-07-21 kl. 24.00 | G8-möte     | Alla inre gränser | 10830/01 |

|  | 2001-06-25           | 2001-07-03           | Högnivåmöte              | Salzburgs flygplats, alla gränser mot Italien och Tyskland |          |
|  | 2001-06-25 kl. 00.00 | 2001-07-03 kl. 24.00 | European Economic Summit | Salzburgs flygplats, alla gränser mot Italien och Tyskland | 10110/01 |

|  | 2001-06-15           | 2001-06-16           | Högnivåmöte                                | Färjetrafik från Fredrikshavn |          |
|  | 2001-06-15 kl. 17.00 | 2001-06-16 kl. 12.00 | Europeiska rådets toppmöte i Göteborg 2001 | Färjetrafik från Fredrikshavn | 10114/01 |

|  | 2000-12-26           | 2001-01-09           | Migration                                     | Alla inre gränser |          |
|  | 2000-12-26 kl. 00.00 | 2001-01-09 kl. 24.00 | Risk för oväntad tillströmning av asylsökande | Alla inre gränser | 14943/00 |

|  | 2000-12-20           | 2001-01-07           | Nöjesevenemang | Alla inre gränser i Lleida |          |
|  | 2000-12-20 kl. 00.00 | 2001-01-07 kl. 24.00 | Julfirande     | Alla inre gränser i Lleida | 14759/00 |

|  | 2000-12-02           | 2000-12-10           | Högnivåmöte                | Alla gränser mot Italien |          |
|  | 2000-12-02 kl. 00.00 | 2000-12-10 kl. 24.00 | Europeiska rådets toppmöte | Alla gränser mot Italien | 14186/00 |

|  | 2000-11-25           | 2000-11-29           | Högnivåmöte                       | Alla inre gränser |          |
|  | 2000-11-25 kl. 00.00 | 2000-11-29 kl. 24.00 | Besök av Spaniens premiärminister | Alla inre gränser | 13871/00 |

|  | 2000-10-11           | 2000-10-14           | Högnivåmöte                | Delar av landgränsen mot Frankrike                    |          |
|  | 2000-10-11 kl. 00.00 | 2000-10-14 kl. 24.00 | Europeiska rådets toppmöte | Alla landgränser mot Frankrike i Gipuzkoa och Navarra | 12237/00 |

|  | 2000-10-10           | 2000-10-14           | Högnivåmöte                | Alla gränser mot Spanien |          |
|  | 2000-10-10 kl. 00.00 | 2000-10-14 kl. 24.00 | Europeiska rådets toppmöte | Alla gränser mot Spanien | 12236/00 |

|  | 2000-07-07           | 2000-07-12           | Högnivåmöte              | Alla gränser mot Belgien, Frankrike, Luxemburg, Nederländerna och Österrike |          |
|  | 2000-07-07 kl. 00.00 | 2000-07-12 kl. 14.00 | Besök av Irans president | Alla gränser mot Belgien, Frankrike, Luxemburg, Nederländerna och Österrike | 10168/00 |

|  | 2000-06-01           | 2000-07-02           | Nöjesevenemang                    | Alla gränser mot Frankrike, Luxemburg och Tyskland |         |
|  | 2000-06-01 kl. 00.00 | 2000-07-02 kl. 24.00 | Europamästerskapet i fotboll 2000 | Alla gränser mot Frankrike, Luxemburg och Tyskland | 6829/00 |

|  | 2000-06-01           | 2000-07-02           | Nöjesevenemang                    | Alla gränser mot Tyskland |         |
|  | 2000-06-01 kl. 00.00 | 2000-07-02 kl. 24.00 | Europamästerskapet i fotboll 2000 | Alla gränser mot Tyskland | 6829/00 |

|  | 2000-03-11           | 2000-03-11           | Demonstration m.m.      | Landgränsen mot Spanien |         |
|  | 2000-03-11 kl. 00.00 | 2000-03-11 kl. 24.00 | Demonstration i Bayonne | Landgränsen mot Spanien | 6912/00 |

|  | 2000-01-10           | 2000-01-31           | Migration                                     | Alla inre gränser |         |
|  | 2000-01-10 kl. 00.00 | 2000-01-31 kl. 24.00 | Risk för oväntad tillströmning av asylsökande | Alla inre gränser | 5381/00 |

|  | 2000-01-10           | 2000-01-28           | Migration                                     | Alla inre gränser |         |
|  | 2000-01-10 kl. 00.00 | 2000-01-28 kl. 24.00 | Risk för oväntad tillströmning av asylsökande | Alla inre gränser | 5816/00 |